# Gliwice
Gliwice [gli'vʲit͡sɛ], deutsch Gleiwitz ['ɡlaɪ̯.vɪʦ], ist eine oberschlesische kreisfreie Großstadt in der polnischen Woiwodschaft Schlesien und Kreisstadt des Powiat Gliwicki (Powiat Gleiwitz). Mit rund 180.000 Einwohnern ist sie die viertgrößte Stadt in der Woiwodschaft Schlesien. Gliwice besteht seit dem 13. Jahrhundert und ist eine der ältesten Städte des Oberschlesischen Industriegebiets. Die Stadt ist Sitz der Schlesischen Technischen Universität.

## Geographie

### Geographische Lage

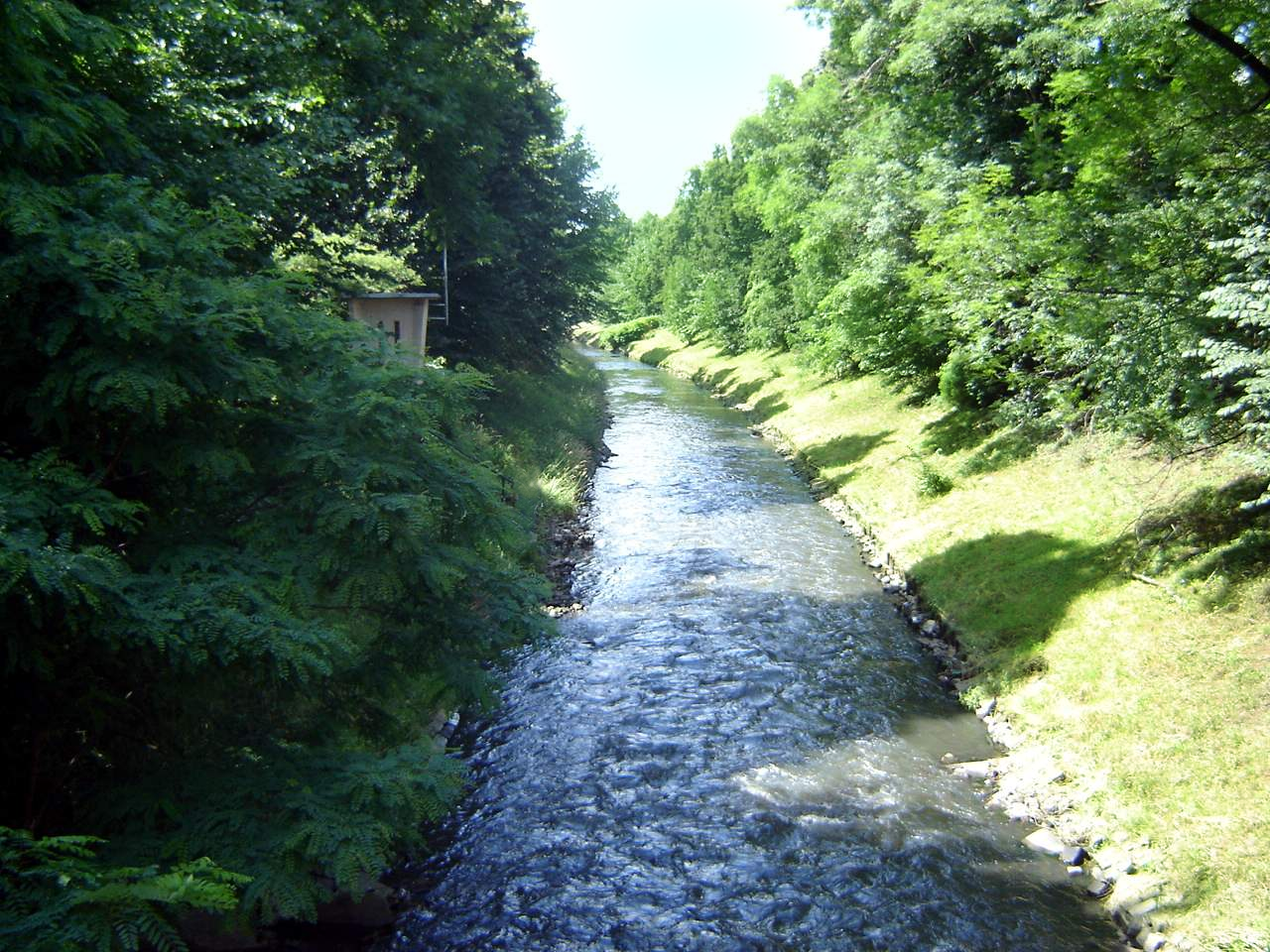
Fluss Klodnitz

Die Stadt liegt in der Region Oberschlesien an der Klodnitz und dem Klodnitzkanal auf 218 m ü. NHN, etwa 65 Kilometer südöstlich von Oppeln, 150 Kilometer südöstlich von Breslau und 95 Kilometer westnordwestlich von Krakau; sie ist die westlichste Stadt des oberschlesischen Industriegebiets. Die Klodnitz durchfließt die Stadt in Ost-West-Richtung. Der zweite Fluss der Stadt ist die Bytomka, die in die Klodnitz mündet. Der dritte Fluss, der ebenfalls in die Klodnitz mündete, bevor ein Teil des Flusses zugeschüttet und somit die Verbindung zur Klodnitz unterbrochen wurde, ist die Ostropka, die im Stadtteil Ostropa entspringt. Der Gleiwitzer Kanal beginnt in einem Hafen im westlichen Teil der Stadt.

### Ausdehnung des Stadtgebiets
Das Stadtgebiet hat eine Fläche von 134,2 km², von der etwa 9 % Wälder einnehmen, weitere 3 % sind Grünflächen. Gliwice ist von der Fläche die siebzehntgrößte Stadt Polens. Wegen der Größe des Stadtgebiets ergeben sich auch Unterschiede in der Flächennutzung. Die größten bebauten Flächen dehnen sich in der Mitte der Stadt aus. Im Norden sowie im Osten befinden sich noch größere bebaute Flächen als im Westen und im Süden der Stadt, da sich hinter der östlichen und nördlichen Stadtgrenze gleich wieder Städte (wie Zabrze) befinden.

### Stadtgliederung

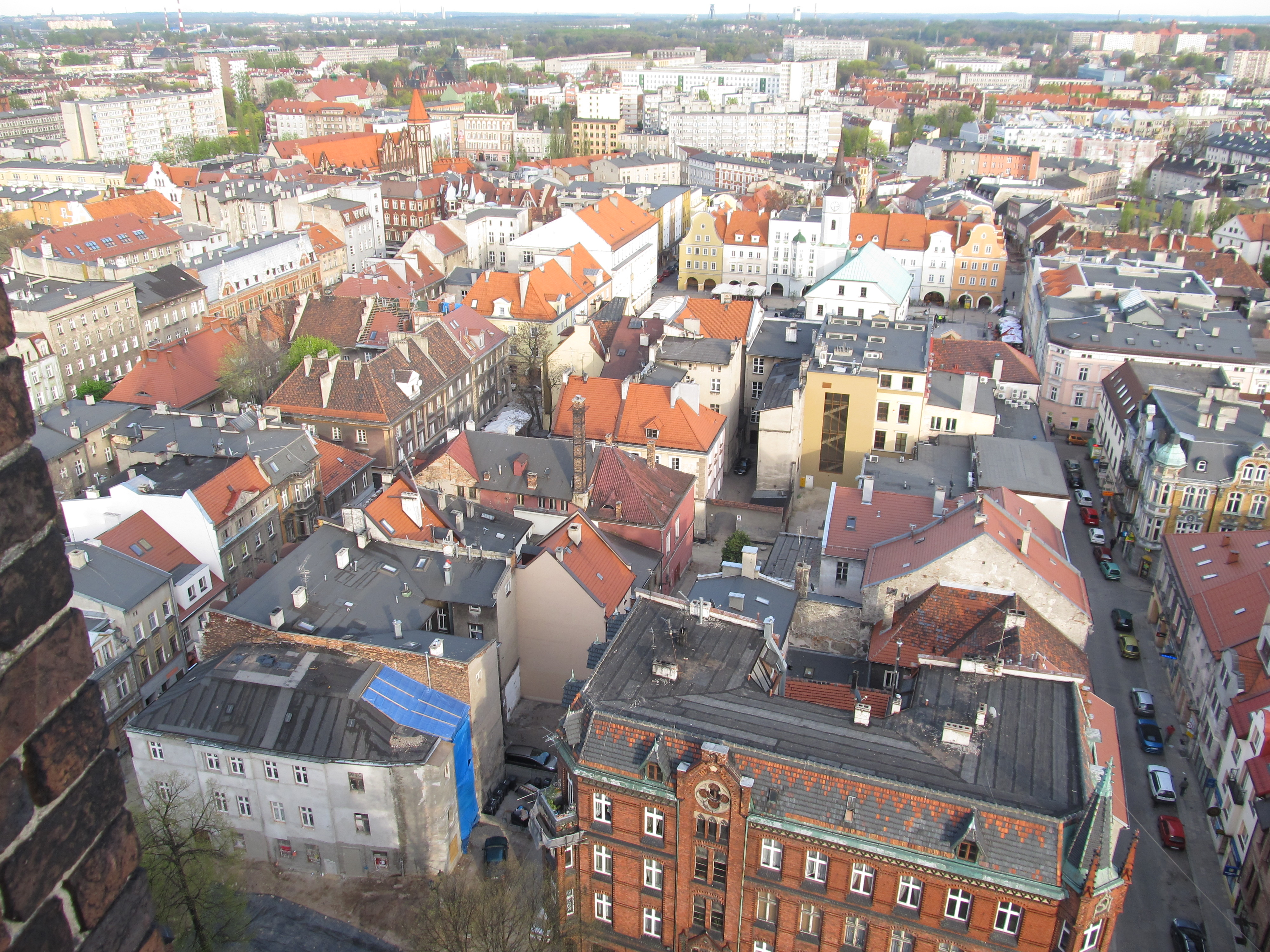
Altstadt

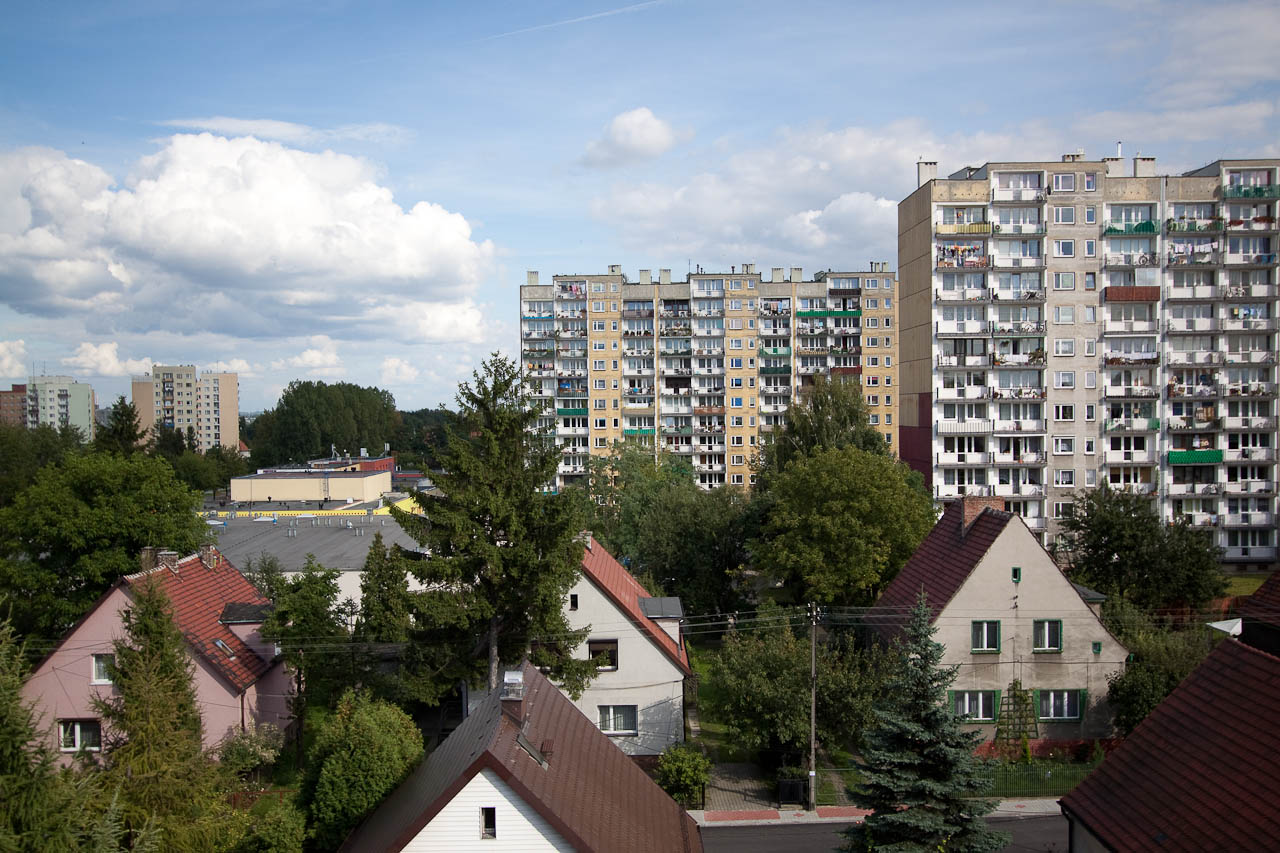
Wohngebiet im Stadtteil Trynek (Trinneck)

Die Stadtgliederung von Gliwice wurde am 22. Februar 2008 neu festgelegt; bereits am 14. September 2006 waren 18 Bezirke festgelegt worden. Demnach gliedert sich Gliwice nun in zwanzig Stadtteile:
- Bojków (Schönwald)
- Brzezinka
- Czechowice (Schechowitz)
- Kopernik
- Ligota Zabrska (Ellguth-Zabrze)
- Łabędy (Laband)
- Obrońców Pokoju
- Ostropa (Ostroppa)
- Politechnika (Technische Universität)
- Sikornik
- Sośnica (Sossnitza)
- Stare Gliwice (Alt-Gleiwitz)
- Szobiszowice (Petersdorf)
- Śródmieście (Innenstadt)
- Trynek (Trinneck)
- Wilcze Gardło (Eichenkamp-Siedlung)
- Wojska Polskiego
- Wójtowa Wieś (Richtersdorf)
- Zatorze (Stadtwald)
- Żerniki (Zernik)

### Nachbargemeinden
Nordwestlich, westlich und südlich von Gliwice liegt der Powiat Gliwicki mit den Gemeinden Gierałtowice (Gieraltowitz), Pilchowice (Pilchowitz), Rudziniec (Rudzinitz), Sośnicowice (Kieferstädtel) und den Städten Knurów (Knurow) und Pyskowice (Peiskretscham). Im Norden liegt der Powiat Tarnogórski (Tarnowitzer Distrikt) mit der Gemeinde Zbrosławice (Broslawitz) und im Osten die Stadt Zabrze (Hindenburg O.S.).

## Geschichte

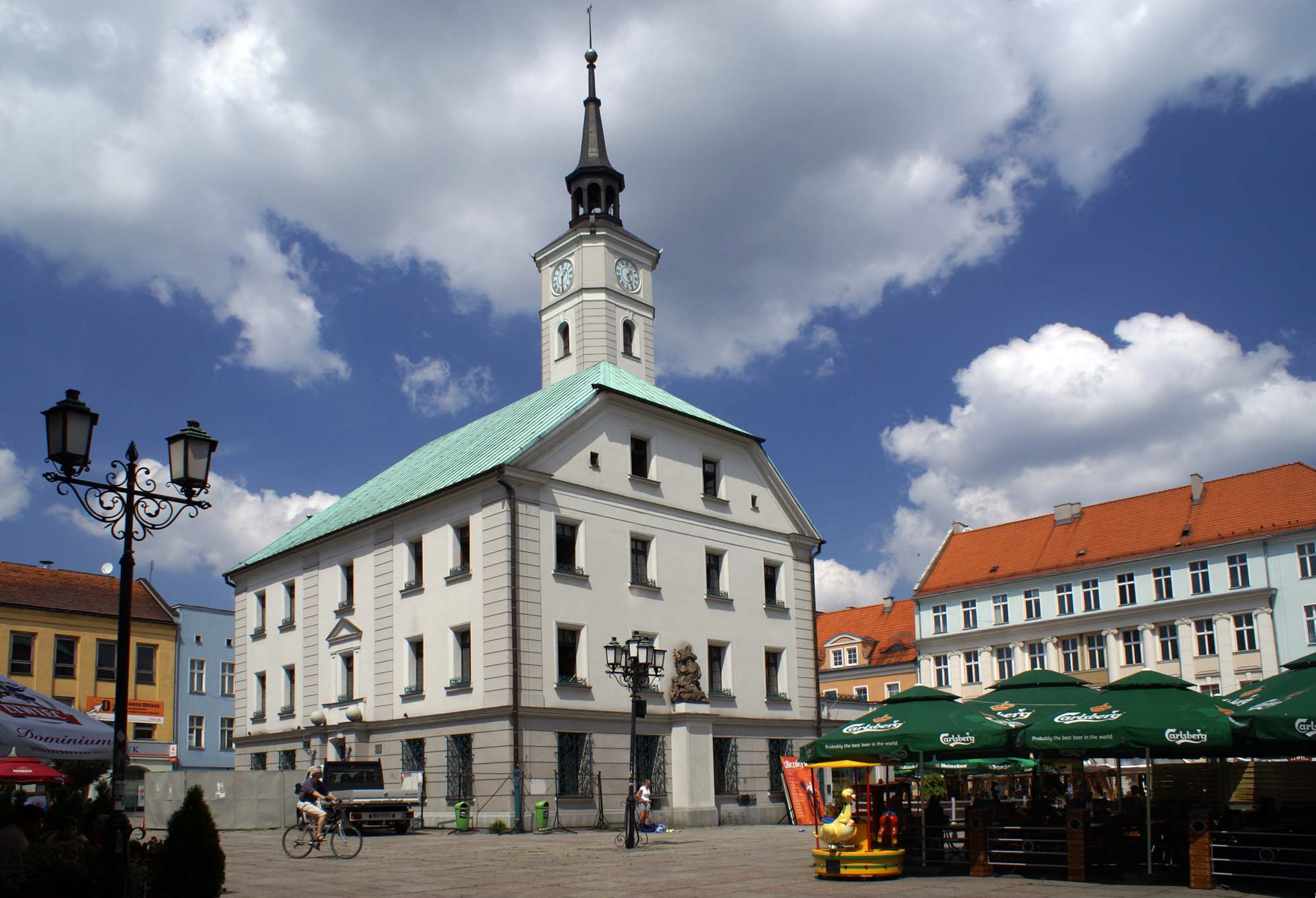
Rathaus am Ring

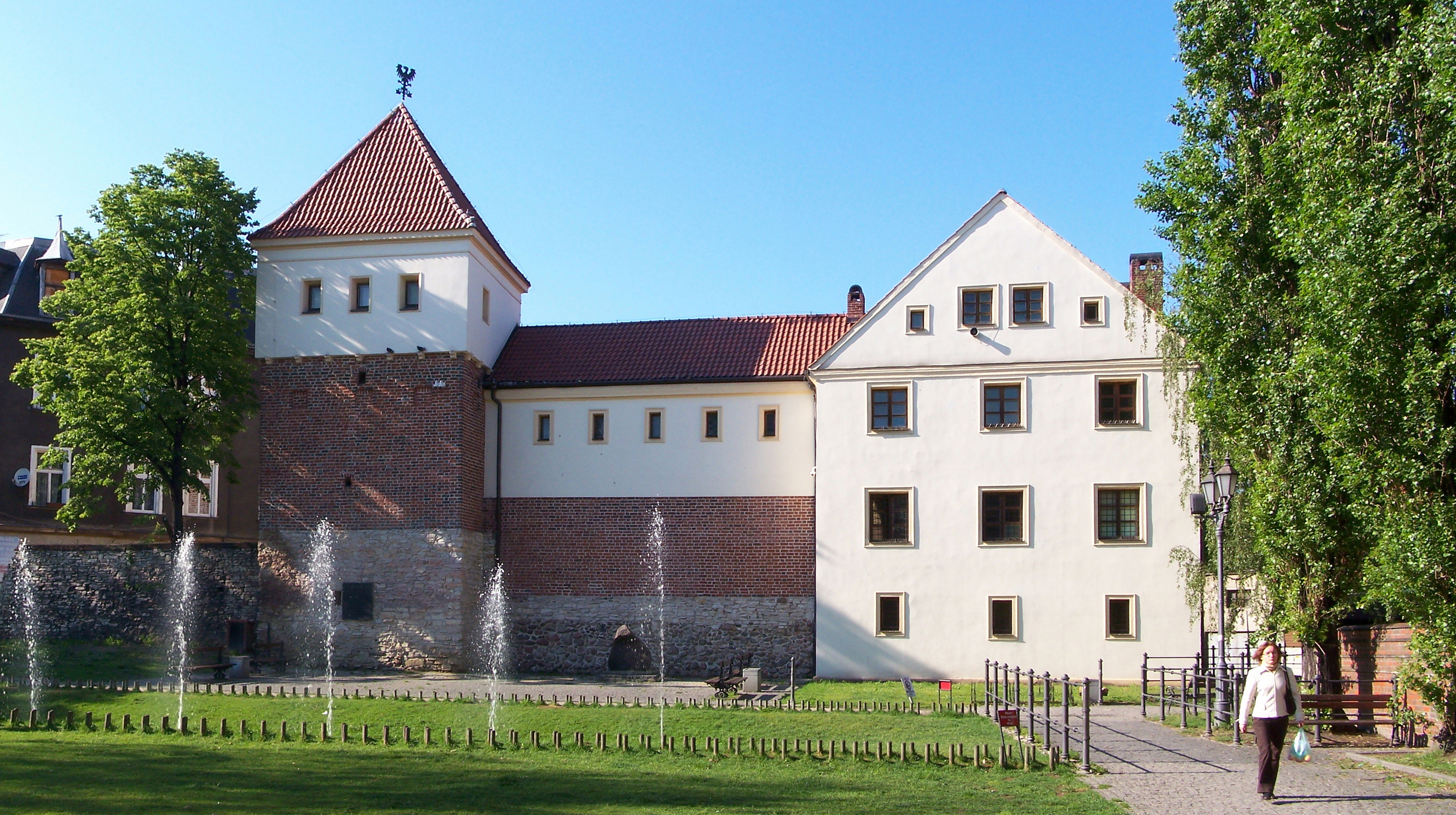
Gleiwitzer Schloss

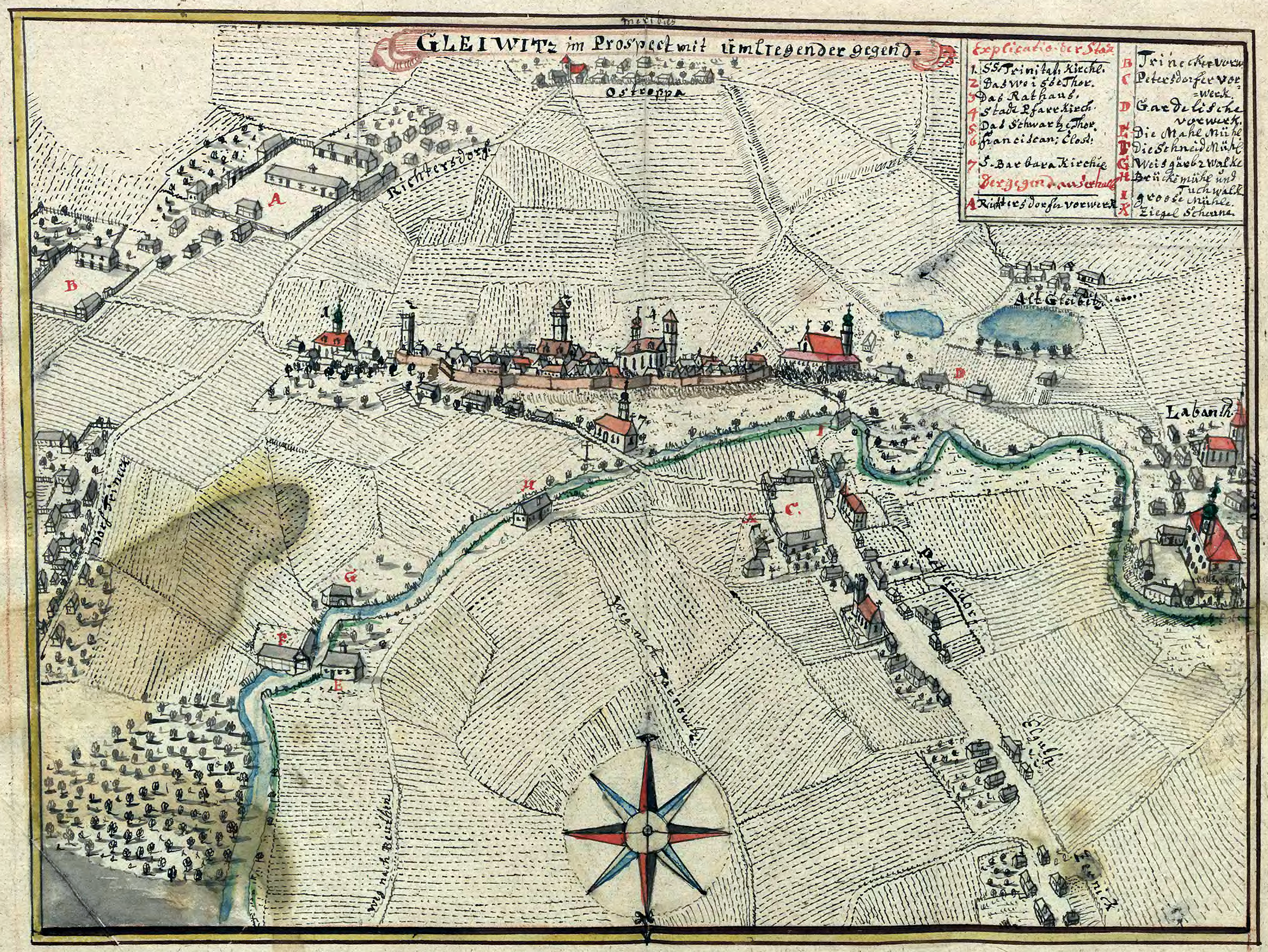
Gleiwitz im 18. Jahrhundert

### Mittelalter und Frühe Neuzeit
Der Ort ist seit dem 13. Jahrhundert als Stadt nachweisbar, 1276 wurde er erstmals urkundlich erwähnt. Ab 1337 war er Sitz des Teilherzogtums Gleiwitz. 1526 fiel die Stadt wie das gesamte Schlesien an das Haus Habsburg. 1601 gab es einen großen Brand. 1623 und 1645 wurde die Stadt im Dreißigjährigen Krieg geplündert, 1626 erfolglos von Polen belagert.
Der Türkenkrieg und die daraus resultierende Geldnot zwang die Habsburger, Gleiwitz für die relativ geringe Summe von 14.000 Talern an Friedrich Zettritz zu verpachten. Die Pachtzeit unter Zettritz – nur für die Stadt Gleiwitz – sollte ursprünglich 18 Jahre dauern, 1580 wurde sie jedoch um zehn Jahre und 1589 um weitere 18 Jahre verlängert.

### Neuzeit und Industrialisierung

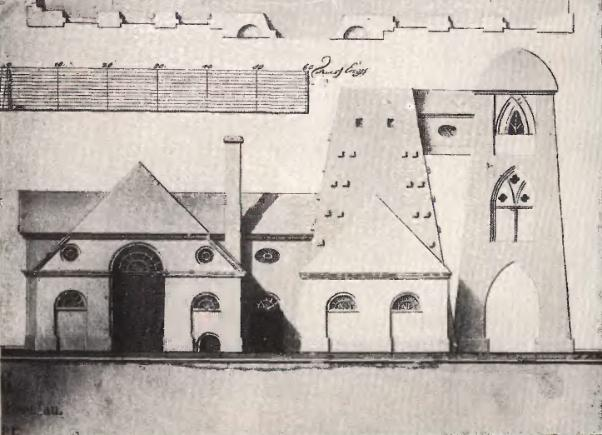
Königliche Eisengießerei in Gleiwitz

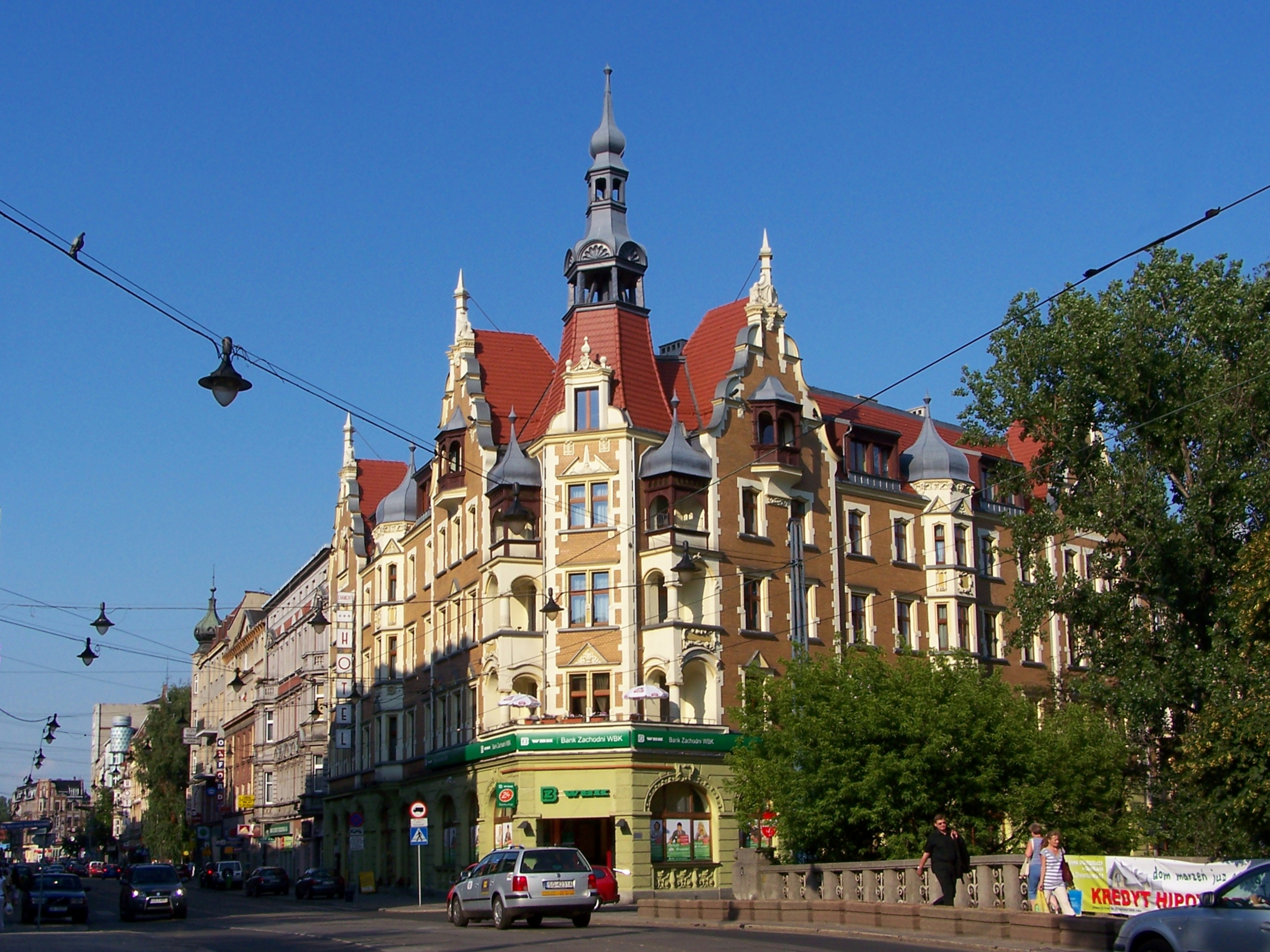
1897 eröffnetes Hotel Schlesischer Hof

Der Zeitraum von 1740 bis 1763 war gekennzeichnet durch die schlesischen Kriege zwischen Österreich und Preußen, in deren Folge die Stadt an Preußen fiel.
Ein bedeutender wirtschaftlicher Aufstieg der Stadt folgte der Errichtung der Eisenhütten-Industrie zu Beginn des 19. Jahrhunderts. Nach den 1789 in Malapane gemachten Versuchen, einen Hochofen anstelle der bis dahin üblichen Holzkohle mit Koks zu betreiben, baute man im Königlich Preußischen Hüttenwerk Gleiwitz den ersten mit Koks befeuerten Hochofen auf dem europäischen Kontinent und eine Eisengießerei, die im November 1796 ihren Betrieb aufnahmen. Die Produktion von Roheisen konnte bald von 1000 kg auf 2000 kg pro Tag gesteigert werden. Die florierenden Geschäfte führten zum Ausbau und zur Erneuerung kleinerer Industriewerke wie auch zur Entstehung neuer Industriezweige. Gefördert wurde diese Entwicklung durch den Anschluss von Gleiwitz an die Wasserwege und das Schienennetz. 1804 wurde der Klodnitzkanal eröffnet; seitdem besteht eine Wasserstraße zwischen Gleiwitz und der Oder. Am 10. März 1813 unterschrieb Friedrich Wilhelm III in Breslau die Stiftungsurkunde des Eisernen Kreuzes. Die ersten Abzeichnungen, nach dem Entwurf von Karl Friedrich Schinkel, entstanden in der Königlich Preußischen Eisengießerei in Gleiwitz. Hier stellte auch August Friedrich Holtzhausen in einer 1806 eigens dafür gegründeten Maschinenabteilung bis 1825 etwa 50 Dampfmaschinen her, ein wichtiger Faktor für die Industrialisierung Schlesiens. Im Jahr 1845 begann der Bau der Eisenbahnstrecke, die Gleiwitz mit Oppeln und Breslau verbindet.
Im Jahre 1868 entstanden die Huldschinsky-Werke. Oscar und Georg Caro, die Erben der Gründer des Hüttenwerks Herminenhütte in Laband, übernahmen 1883 das Hüttenwerk Julia in Bobrek. Zusammen mit August Wilhelm Hegenscheidt gründeten sie 1887 die Firma „Obereisen“ und dehnten ihre Kontrolle und Macht über alle neu entstandenen Industriewerke aus. In der näheren Umgebung von Gleiwitz gab es in jenen Tagen 14 Brennereien, zwei Brauereibetriebe, fünf Mühlen, sieben Ziegelbrennereien, drei Sägewerke, eine Schindelfabrik, acht Kalkbrennereien und zwei Glaswerke. Überdies befanden sich dort ein Gaswerk, eine Ofenfabrik, eine Abfüllanlage für Bier, vier Druckereien sowie eine Asphalt- und Pappfabrik. Gleichzeitig wurden Institutionen errichtet, die den Geldbetrieb erleichtern sollten, so zum Beispiel Banken, Geldstuben, Sparkassen- und Anleihestellen. Im Jahre 1892 wurde die erste Straßenbahnlinie errichtet, die rasch bis in den Ort Deutsch Piekar weitergeführt wurde. Im Jahre 1899 wurde das Theater eröffnet, auf dessen Bühne bis zum Zweiten Weltkrieg Schauspieler aus ganz Europa auftraten.

### 20. Jahrhundert

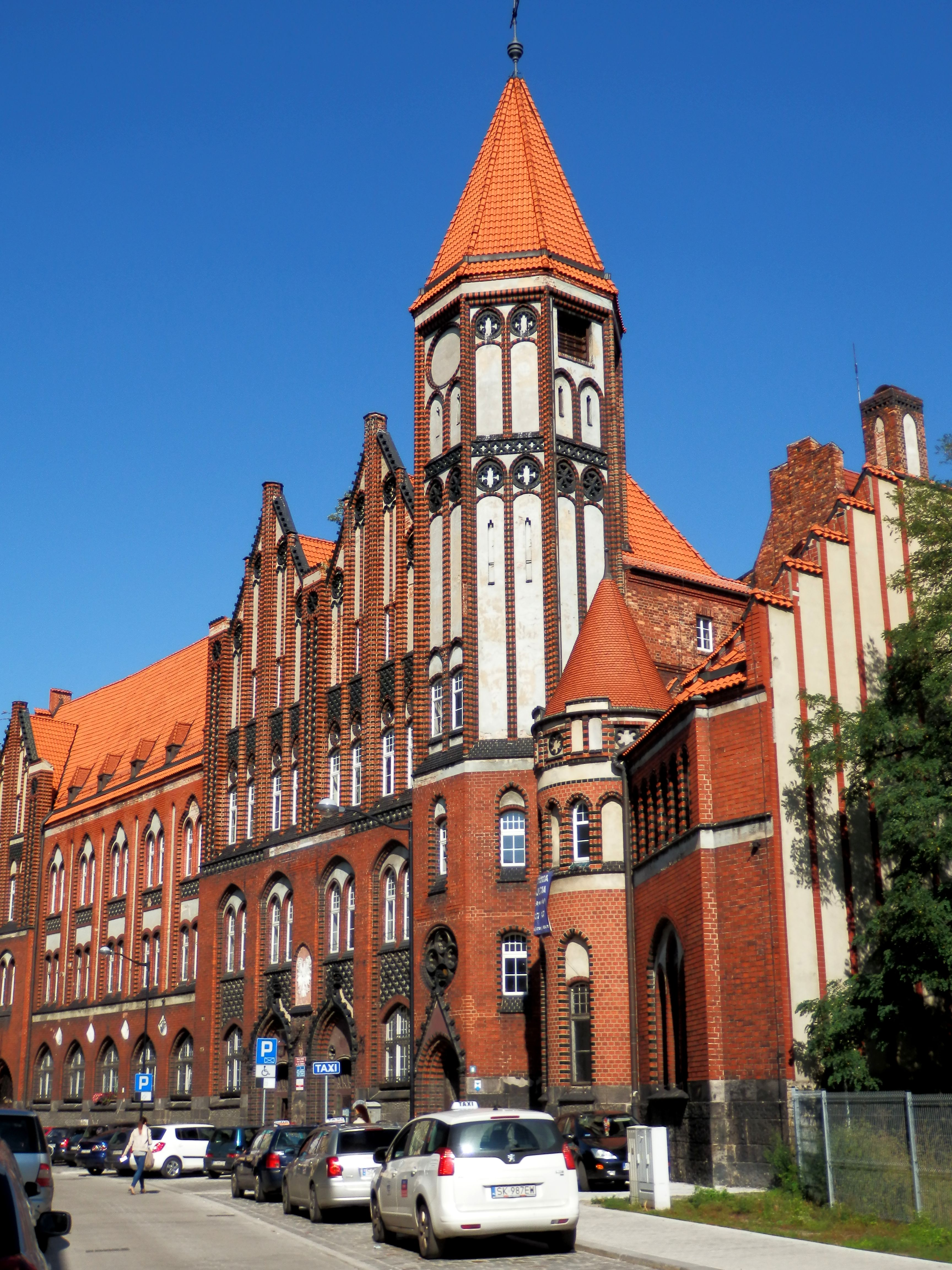
Neugotisches Postgebäude

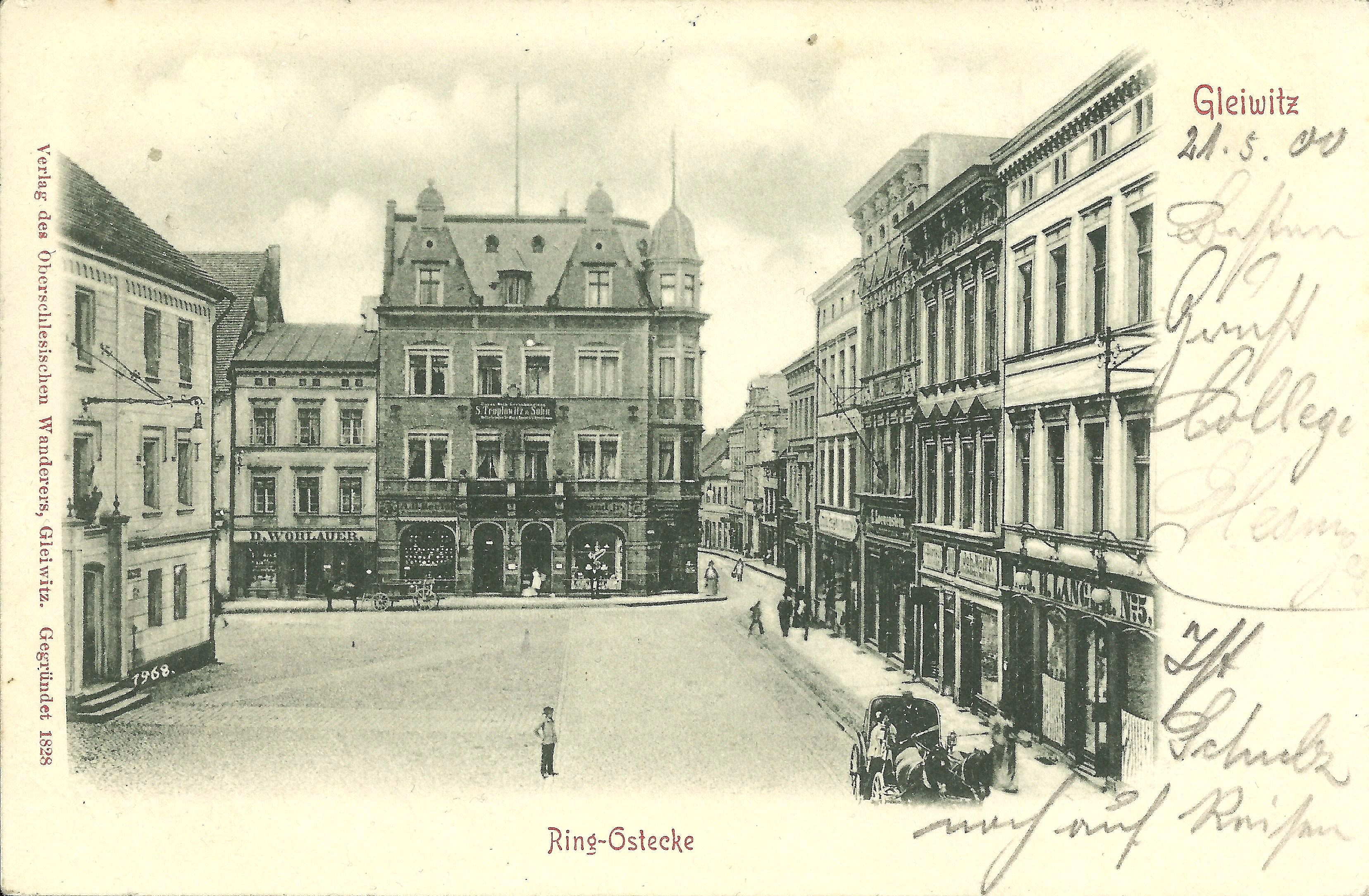
Der Gleiwitzer Ring um 1900

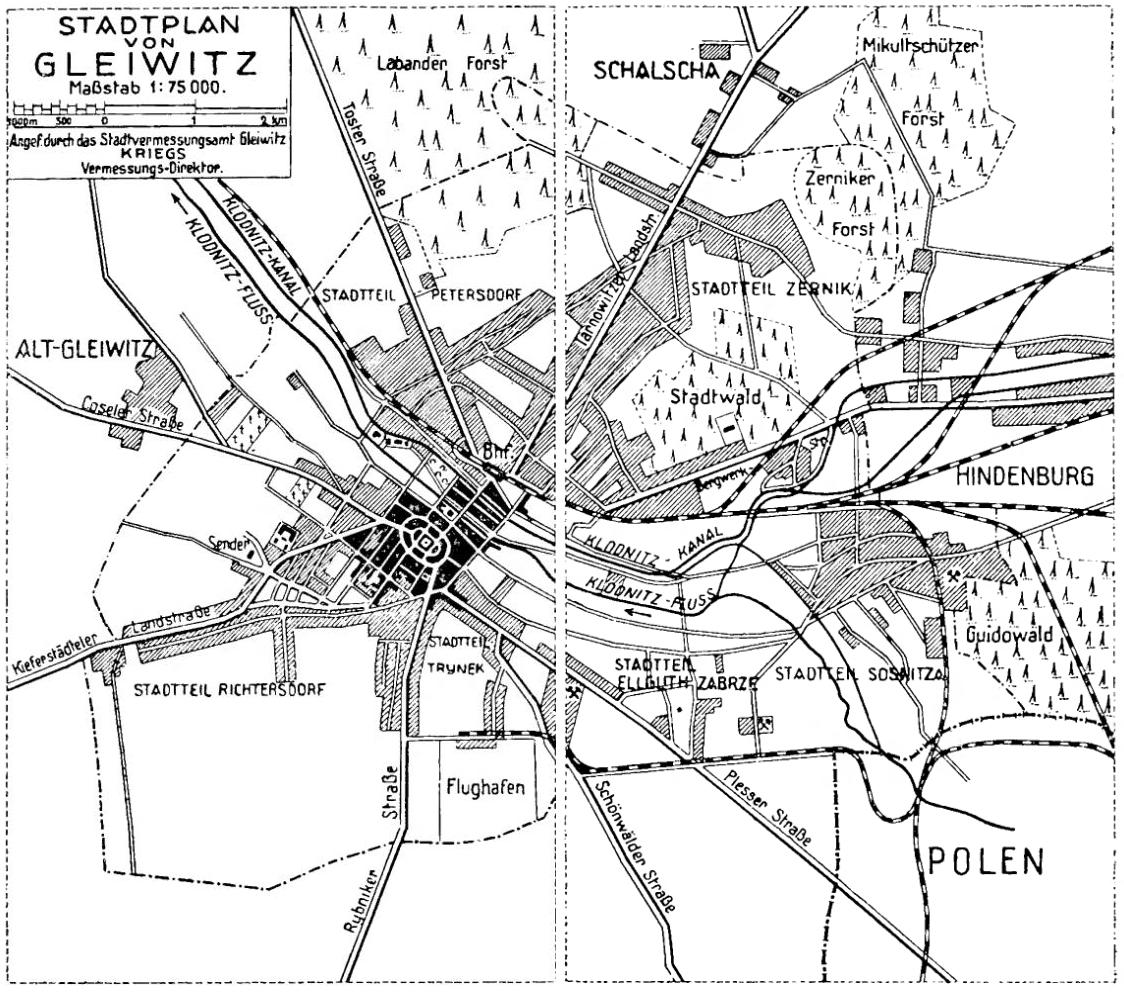
Stadtplan von 1929

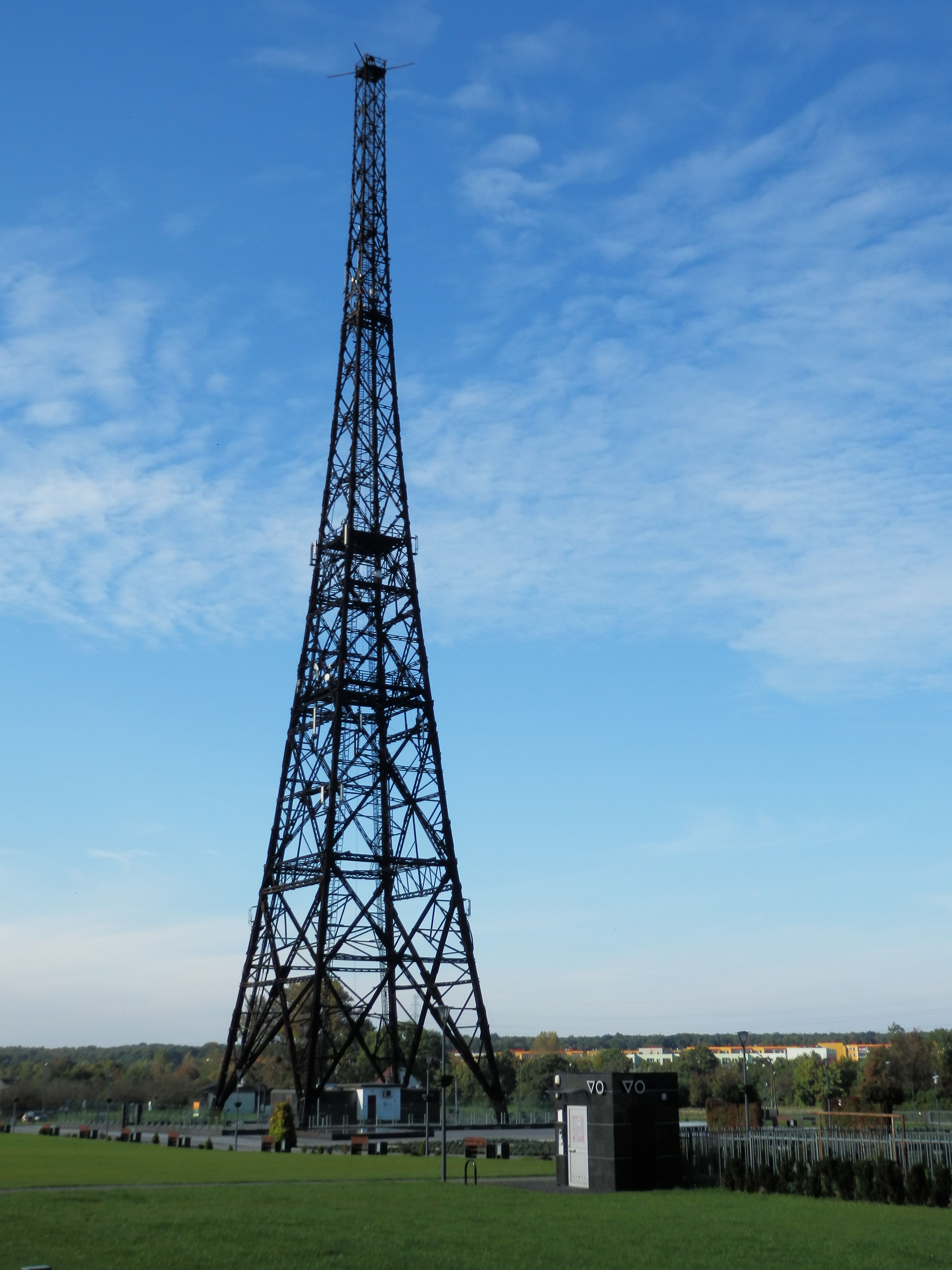
Sendemast des Senders Gleiwitz

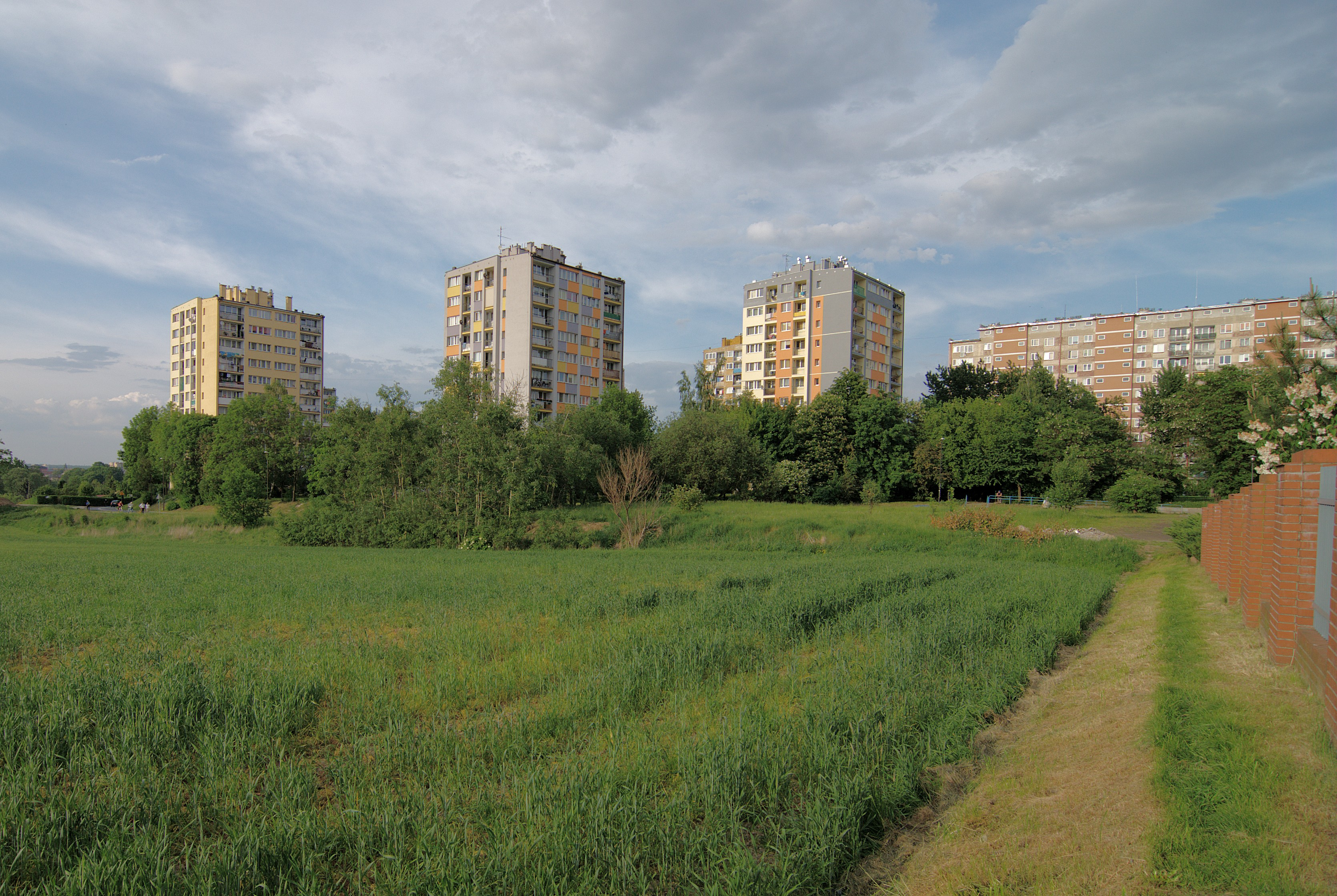
Beispiel einer Großwohnsiedlung, hier in der ul. Bekasa

Von 1896 bis 1900 wurde die Peter-Paul-Kirche erbaut. Am Anfang des 20. Jahrhunderts hatte Gleiwitz zwei evangelische Kirchen, vier katholische Kirchen, eine altkatholische Kirche, eine Synagoge, ein Gymnasium, eine Oberrealschule, eine Maschinenbau- und Hüttenschule, zwei Waisenhäuser und war Sitz eines Landgerichts. Zwischen 1903 und 1906 entstand das neugotische Hauptpostgebäude, und der größte Rangierbahnhof Ostdeutschlands.
Vor dem Ersten Weltkrieg sprach etwa ein Viertel der Einwohner Polnisch als Muttersprache.
In den Jahren 1919 bis 1921 erfolgten drei polnische Aufstände in Oberschlesien. Bei der Volksabstimmung in Oberschlesien am 20. März 1921 musste auch die Bevölkerung von Gleiwitz entscheiden, ob sie zu Polen oder zu Deutschland gehören wollte. 32.029 Wahlberechtigte (78,7 % der abgegebenen Stimmen) stimmten für einen Verbleib bei Deutschland, 8558 für Polen (21,0 %). 113 Stimmen (0,3 %) waren ungültig. Die Wahlbeteiligung betrug 97,0 %.
Im Jahre 1922 wurde Oberschlesien unter den beiden Ländern aufgeteilt. Gleiwitz, Hindenburg OS und Beuthen OS waren die wenigen Städte des Oberschlesischen Industriegebiets, die beim Deutschen Reich verblieben, und Gleiwitz wurde zur Grenzstadt. Lange Zeit gab es Pläne, die drei Städte zur Dreistädteeinheit Gleiwitz-Hindenburg-Beuthen zusammenzuschließen. Im Jahre 1924 schlossen sich die Theater in Gleiwitz, Hindenburg und Beuthen zum „Oberschlesischen Theater“ (zwischen 1924 und 1927 „Theater Dreier Städte“) zusammen. 1927 wurden Ellguth-Zabrze, Sosnitza, Richtersdorf und Zernik ins Stadtgebiet von Gleiwitz eingemeindet. Im Jahre 1928 wurde das moderne Hotel „Haus Oberschlesien“ an der Wilhelmstraße (heute Zwycięstwa-Straße) erbaut. Das Gebäude ist heute Sitz der Stadtverwaltung.
Von 1925 bis 1933 war der dem Zentrum angehörende Verwaltungsjurist Georg Geisler, der seit 1912 Zweiter Bürgermeister gewesen war, Oberbürgermeister. Geisler wurde 1933 von den an die Macht gekommenen Nationalsozialisten unrechtmäßig abgesetzt und durch Josef Meyer von der NSDAP ersetzt.
Im Jahre 1938 wurde der Gleiwitzer Kanal fertiggestellt. Um den 10. August 1939 begannen die Vorbereitungen für den Überfall auf den Sender Gleiwitz unter der Leitung von Reinhard Heydrich und unterstützt durch den Leiter der Gestapo, Heinrich Müller. Am 31. August 1939 überfiel eine Gruppe von SS-Männern, die sich als polnische Partisanen verkleidet hatten, unter Führung von Sturmbannführer Alfred Naujocks den Sender Gleiwitz, um einen Vorwand für den deutschen Überfall auf Polen zu liefern. In seiner Rede vor dem Reichstag am Vormittag des nächsten Tages sprach Hitler zum Überfall auf Polen auch davon, dass „seit 5:45 Uhr […] jetzt zurückgeschossen“ werde. Er erwähnte den Vorfall von Gleiwitz nicht genau, sondern sprach allgemein von 14 Grenzzwischenfällen, die sich in der Nacht ereignet hätten. Die Sendestation mit dem ca. 111 m hohen Holzturm ist heute ein Museum, Radiostacja, Muzeum w Gliwicach.
Zwischen März und Juli 1944 entstanden in Gleiwitz vier Nebenlager des Konzentrationslagers Auschwitz I. Im März 1944 Gleiwitz I, im Mai Gleiwitz II, im Juni Gleiwitz IV und im Juli Gleiwitz III. Sie wurden am 18. Januar 1945 aufgelöst.
Gegen Ende des Zweiten Weltkriegs besetzte am 24. Januar 1945 die Rote Armee Gleiwitz. Zwei Tage später erschien die letzte Ausgabe der in Gleiwitz herausgegebenen deutschsprachigen Zeitung Oberschlesischer Wanderer. In der Stadt, die bisher von größeren Kriegsschäden verschont geblieben war, wurden von den sowjetischen Soldaten mehrere Gebäude angezündet, darunter die Gebäude am Ring, das Stadttheater und das Haus Oberschlesien. In der Stadt befanden sich im Januar 1945 55.000 Einwohner. Zwischen Januar und März 1945 ermordeten die Rotarmisten zwischen 1500 und 3000 Gleiwitzer Zivilisten, unter ihnen war der Bildhauer Hanns Breitenbach. Zwischen Februar und März 1945 wurden tausende Personen zur Zwangsarbeit in die Sowjetunion deportiert.
Im März 1945 wurde Gleiwitz unter polnische Verwaltung gestellt. Die deutsche Stadt wurde in „Gliwice“ umbenannt und am 18. März in die Woiwodschaft Schlesien eingegliedert. Nach dem Anschluss an Polen im Mai 1945 begannen sich Polen in Gliwice niederzulassen – Vertriebene aus den an die Sowjetunion angeschlossenen polnischen Gebieten und polnische Siedler aus dem zentralen Teil Polens. Damit einher ging die Vertreibung der dortigen Bevölkerung nach Deutschland.
Im August 1945 wurde ein Durchgangslager für die Deutschen, die für die Vertreibung vorgesehen waren, eingerichtet. Am 6. August 1945 begann die örtliche polnische Verwaltungsbehörde mit der Vertreibung der örtlichen deutschen Bevölkerung in die Britische Besatzungszone. Fast die gesamte ehemalige Bevölkerung der Stadt wurde aufgrund ihrer deutschen Herkunft vertrieben. Seitdem wird die Stadt fast ausschließlich von Polen bewohnt. In der Absicht, die Spuren der deutschen Geschichte der Stadt zu verbergen, wurden in den 1940er und 1950er Jahren eigens „Entdeutschungskampagnen“ durchgeführt. Dazu gehörten insbesondere die Beseitigung deutschsprachiger Schilder und das Entfernen deutschsprachiger Inschriften und Beschriftungen.
Im Jahre 1945 wurde die Schlesische Technische Universität gegründet. In der Nachkriegszeit wurden Hochhaus-Siedlungen errichtet und die Stadt dehnte sich weiter aus. Umliegende Dörfer wurden in die Stadt eingemeindet. In den Jahren 1975 bis 1998 gehörte die Stadt zur Woiwodschaft Kattowitz. Nach der Wende wurde Gliwice modernisiert. Die neue Autostrada A4 wurde gebaut und neue Gebäude entstanden. Die Häuser an der Zwycięstwa-Straße werden seit 1992 renoviert, um der Einkaufsmeile den alten Glanz zu verleihen. Seit 1996 befindet sich in der Nähe des Stadtteils Brzezinka eine Sonderwirtschaftszone. Weitere Sonderwirtschaftszonen entstanden in der Nähe der Stadtteile Łabędy und Trynek.
Seit dem 1. Januar 1999 liegt Gliwice in der Woiwodschaft Schlesien und erhielt durch die Verwaltungsreform den Status einer kreisfreien Stadt. Im April 1999 besuchte Papst Johannes Paul II. die Stadt.
Im Jahre 2000 feierte Gliwice sein 750-Jahr-Jubiläum.

### Eingemeindungen
Die Stadtgemeinde Gleiwitz hatte ursprünglich dem Kreis Tost-Gleiwitz angehört. Seit dem 1. April 1897 bildete Gleiwitz mit den eingegliederten Landgemeinden Trynek und Petersdorf (heute Szobiszowice) einen eigenen Stadtkreis, der am 1. Januar 1927 noch einmal um die Landgemeinden Ellguth-Zabrze, Richtersdorf (heute Wójtowa Wieś) und Zernik sowie die Gutsbezirke Städtisch Petersdorf und Städtisch Zernik erweitert wurde.
Die letzte Gebietserweiterung zu deutscher Zeit fand am 1. August 1942 durch die Eingliederung von Teilen der Gemeinden Alt Gleiwitz und Laband (Łabędy) aus dem Landkreis Tost-Gleiwitz zu Gunsten des Stadtkreises Gleiwitz statt.
Im Jahre 1964 kamen Łabędy (Laband) und Czechowice (Schechowitz) zum Gliwicer Stadtgebiet hinzu.

### Demographie
| Jahr | Einwohnerzahl | Anmerkungen |
| ---- | ------------- | --- |
| 1750 | 1159          | [ 8 ] |
| 1756 | 1277          | [ 8 ] |
| 1776 | 1365          | [ 8 ] |
| 1783 | 1559          | [ 8 ] |
| 1810 | 2990          | [ 8 ] |
| 1816 | 3163          | [ 9 ] |
| 1825 | 4781          | darunter 446 Evangelische, 440 Juden |
| 1838 | 6415          | [ 8 ] |
| 1840 | 6643          | ohne Militär, davon 937 Evangelische, 650 Juden |
| 1855 | 9425          | [ 12 ] |
| 1858 | 10.638        | davon 1557 Evangelische, 7201 Katholiken, 1880 Juden |
| 1861 | 10.923        | davon 1555 Evangelische, 7476 Katholiken, 1892 Juden |
| 1871 | 12.939        | mit der Garnison (eine Schwadron Ulanen Nr. 2, ein Bataillon Landwehr Nr. 62), darunter 2000 Evangelische und 2000 Juden (2100 Polen) |
| 1890 | 19.667        | davon 3.709 Evangelische, 14.183 Katholiken und 1.767 Juden |
| 1900 | 52.362        | meist Deutsche (13.376 mit polnischer Muttersprache), mit der Garnison (zwei Bataillone Infanterie Nr. 22, vier Schwadrone Ulanen Nr. 2), davon 8.122 Evangelische und 2.094 Juden |
| 1910 | 66.981        | am 1. Dezember, mit dem Militär (1802 Mann), davon 10.321 Evangelische, 47.126 Katholiken, 1786 Juden, 162 Sonstige (49.543 mit deutscher, 9843 mit polnischer Muttersprache, 7461 Einwohner sprechen Deutsch und eine andere Sprache); nach anderen Angaben davon 10.401 Evangelische und 54.620 Katholiken |
| 1919 | 69.028        | [ 13 ] |
| 1925 | 81.888        | davon 11.929 Evangelische, 67.680 Katholiken, 77 sonstige Christen, 1906 Juden |
| 1933 | 111.062       | davon 14.234 Evangelische, 94.167 Katholiken, 21 sonstige Christen, 1830 Juden |
| 1939 | 114.048       | davon 13.993 Evangelische, 96.479 Katholiken, 898 sonstige Christen, 884 Juden |

In Gliwice lebten 2002 laut der im selben Jahr durchgeführten Volkszählung 203.814 Einwohner, von denen 182.496 (89,5 %) die polnische Nationalität angaben. 4811 Personen (2,4 %) gaben eine andere Nationalität an, darunter 2244 Einwohner (1,1 %) die deutsche, 2154 (1,1 %) die nicht anerkannte „schlesische“ und 98 bekannten sich als Roma. 8,1 % der Bevölkerung (16.507 Einwohner) machten zur Nationalität keine Angaben.

## Politik

### (Ober-)Bürgermeister
- 1854–1874: Bürgermeister Eduard Teuchert
- 1875–1899: Oberbürgermeister Alfred Kreidel
- 1899–1912: Oberbürgermeister Hermann Mentzel
- 1916–1922: Oberbürgermeister Georg Miethe
- 1925–1933: Oberbürgermeister Georg Geisler (ZENTRUM)[15]
- 1933–1945: Josef Meyer (NSDAP)

### Stadtpräsidenten
- 1946–1948: Jan Koj
- 1990–1991: Andrzej Gałażewski
- 1991–1993: Piotr Sarré
- 1993–2019: Zygmunt Frankiewicz
- 2020–2024: Adam Neumann
- seit 2024: Katarzyna Kuczyńska-Budka

An der Spitze der Stadtverwaltung steht ein Stadtpräsident, der von der Bevölkerung direkt gewählt wird. Seit 1993 war dies Zygmunt Frankiewicz der für sein Wahlkomitee „Koalition für Gliwice Zygmunt Frankiewicz“ gewählt wurde. Bei der Parlamentswahl 2019 wurde er im Wahlkreis 70 in den Senat der Republik Polen gewählt und legte daraufhin sein Amt als Stadtpräsident nieder. Ihm folgte Adam Neumann aus seinem Wahlkomitee nach, der 2024 nicht erneut antrat. Seither ist Katarzyna Kuczyńska-Budka von der Platforma Obywatelska neue Stadtpräsidentin.
Die turnusmäßige Wahl 2024 ergab folgendes Ergebnis:
- Katarzyna Kuczyńska-Budka (Koalicja Obywatelska) 38,6 % der Stimmen
- Mariusz Śpiewok (Wahlkomitee „Koalition für Gliwice Zygmunt Frankiewicz“) 27,8 % der Stimmen
- Łukasz Chmielewski (Prawo i Sprawiedliwość) 20,0 % der Stimmen
- Kajetan Gornig (Wahlkomitee „Neues Rathaus“) 9,8 % der Stimmen
- Marcin Glowienka (Konfederacja und unabhängige lokale Verwaltungen) 3,8 % der Stimmen

In der daraufhin notwendigen Stichwahl wurde Kuczyńska-Budka mit 50,6 % der Stimmen knapp gegen Śpiewok zur neuen Stadtpräsidentin gewählt.
Die nach dem Rücktritt von Frankiewicz fällige Neuwahl 2020 ergab folgendes Ergebnis:
- Adam Neumann (Wahlkomitee „Koalition für Gliwice Zygmunt Frankiewicz“) 51,2 % der Stimmen
- Janusz Moszyński (Koalicja Obywatelska) 25,1 % der Stimmen
- Kajetan Gornig (Wahlkomitee „Energie für Gliwice“) 18,3 % der Stimmen
- Andrzej Gillner (parteilos) 5,4 % der Stimmen

Damit wurde Neumann bereits im ersten Wahlgang zum Nachfolger von Frankiewicz gewählt.
Bei der Wahl 2018 trat Frankiewicz mit seinem eigenen Wahlkomitee an, wurde aber auch von der Koalicja Obywatelska unterstützt. Die Abstimmung brachte folgendes Ergebnis:
- Zygmunt Frankiewicz (Wahlkomitee „Koalition für Gliwice Zygmunt Frankiewicz“) 72,4 % der Stimmen
- Jarosław Gonciarz (Prawo i Sprawiedliwość) 19,4 % der Stimmen
- Bernard Fic (Sojusz Lewicy Demokratycznej / Lewica Razem) 4,7 % der Stimmen
- Mirosława Sander (Kukiz’15) 3,5 % der Stimmen

Damit wurde Amtsinhaber Frankiewicz bereits im ersten Wahlgang wiedergewählt.

### Stadtrat
Der Stadtrat besteht aus 25 Mitgliedern und wird direkt gewählt. Die Stadtratswahl 2024 führte zu folgendem Ergebnis:
- Koalicja Obywatelska (KO) 34,6 % der Stimmen, 10 Sitze
- Wahlkomitee „Koalition für Gliwice Zygmunt Frankiewicz“ 22,2 % der Stimmen, 6 Sitze
- Prawo i Sprawiedliwość (PiS) 21,4 % der Stimmen, 7 Sitze
- Wahlkomitee „Neues Rathaus“ 9,8 % der Stimmen, 2 Sitze
- Trzecia Droga (TD) 5,6 % der Stimmen, kein Sitz
- Konfederacja und unabhängige lokale Verwaltungen 4,6 % der Stimmen, kein Sitz
- Übrige 1,9 % der Stimmen, kein Sitz

Die Stadtratswahl 2018 führte zu folgendem Ergebnis:
- Wahlkomitee „Koalition für Gliwice Zygmunt Frankiewicz“ 40,5 % der Stimmen, 11 Sitze
- Prawo i Sprawiedliwość (PiS) 24,4 % der Stimmen, 8 Sitze
- Koalicja Obywatelska (KO) 23,3 % der Stimmen, 6 Sitze
- Kukiz’15 5,9 % der Stimmen, kein Sitz
- Sojusz Lewicy Demokratycznej (SLD) / Lewica Razem (Razem) 5,8 % der Stimmen, kein Sitz

### Wappen
Das Wappen der Stadt ist gespalten; vorne in Blau ein halber goldener Adler am Spalt (der oberschlesische Adler), hinten in Rot ein silberner Zinnenturm mit blauem Spitzdach. Wahrscheinlich beruft sich der Ursprung des Turmes auf eines der Stadttore. Das ursprüngliche Wappen hatte rechts den halben Habsburger Adler auf rot-weiß-rotem Grund und links in Blau den halben oberschlesischen Adler. In der Mitte war der Turm positioniert, der in rot-weiß-rote Tücher gehüllt ist, über ihm war eine Abbildung von Maria und Jesus über einem Halbmond.
Zu kommunistischen Zeiten wurden während der Entdeutschung der Stadt zunächst der Habsburger Adler durch den polnischen Adler und der rot-weiß-rote Hintergrund durch Rot ersetzt sowie der Halbmond entfernt und der Turm rot eingefärbt, ehe man kurz darauf das Wappen durch das aktuelle ersetzte.

### Städtepartnerschaften

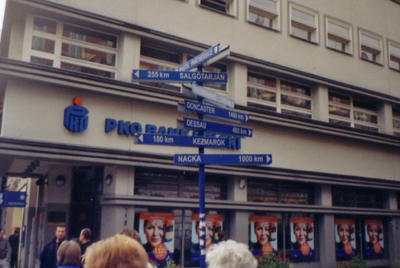
Wegweiser zu den Partnerstädten

Die Stadt Gliwice unterhält Beziehungen mit den Städten
- Bottrop, Deutschland
- Dessau-Roßlau, Deutschland
- Doncaster, Großbritannien
- Kežmarok, Slowakei
- Nacka, Schweden
- Salgótarján, Ungarn
- Valenciennes, Frankreich

## Sehenswürdigkeiten

### Bauwerke

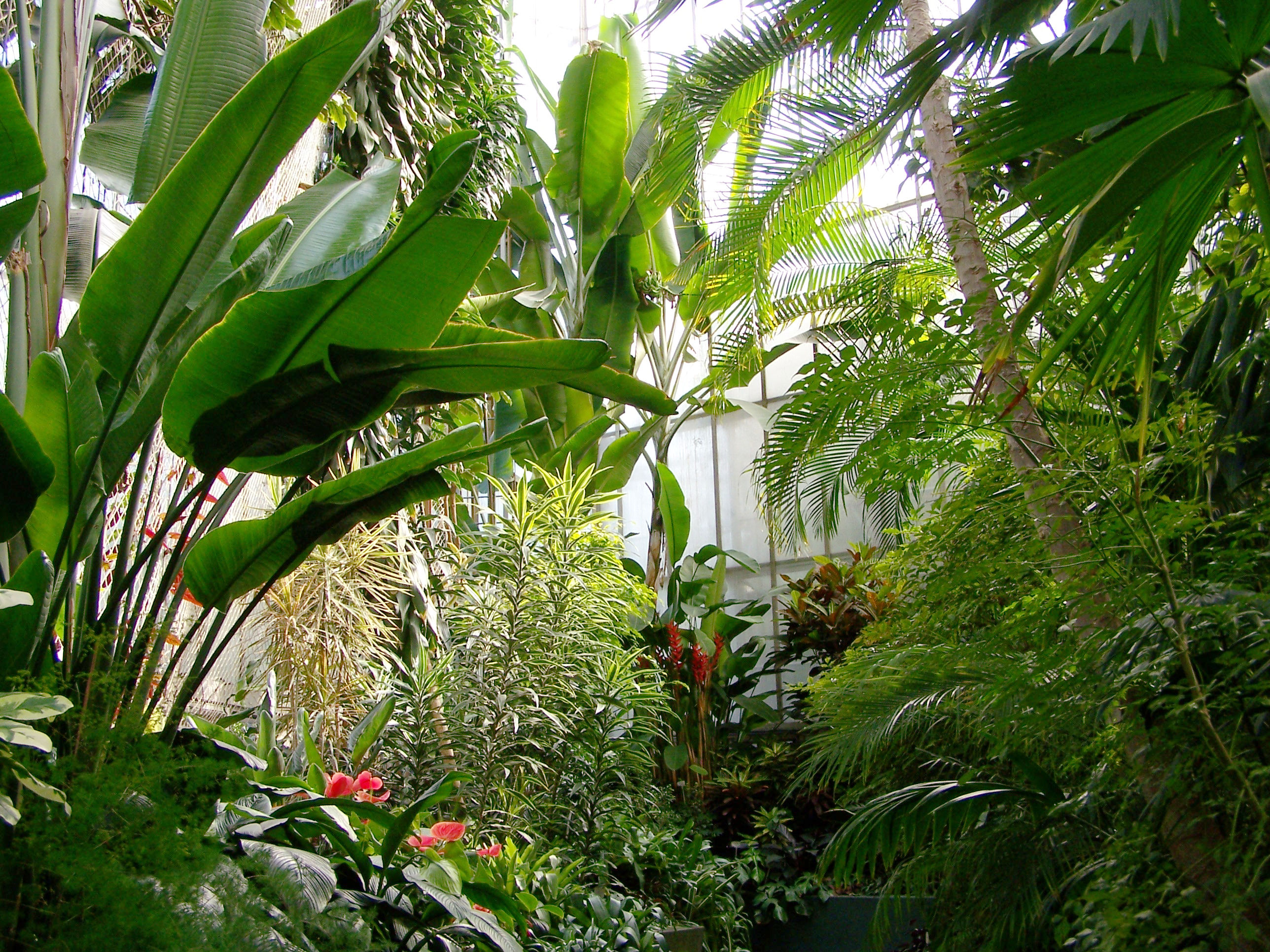
Palmenhaus

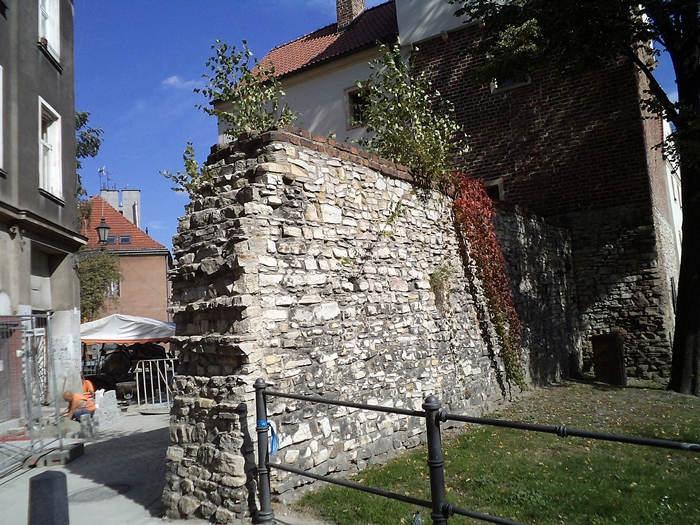
Reste der mittelalterlichen Stadtbefestigung

Zu den Sehenswürdigkeiten in Gliwice gehören die zahlreichen Backsteingebäude. Dazu gehören u. a. die meisten Kirchen in Gliwice, das Hauptpostgebäude, die jüdische Friedhofshalle, die Gebäude der Grube Gleiwitz, das Graue und Rote Chemiegebäude der Technischen Universität und die Feuerwache.
Zahlreiche Sehenswürdigkeiten finden sich in der Altstadt, wie der Ring mit dem Rathaus, die Allerheiligenkirche, die Stadtmauer und das Schloss.
Das erste Rathaus wurde im 13. Jahrhundert erbaut, im 19. Jahrhundert entstand das heutige. Die Höhe des Rathausturms beträgt 41 Meter. Nachdem die Stadtverwaltung an die Zwycięstwa-Straße gezogen ist, dient das Rathaus nur noch als Standesamt. In den letzten Jahren wurde es renoviert.
Das Schloss wurde im 16. Jahrhundert errichtet und war Teil der Stadtmauer, die die Altstadt schützte. Seit 1959 befindet sich hier ein Museum über die Stadtgeschichte von Gliwice.
In der Nähe der Altstadt befinden sich das Hauptpostgebäude und die Villa Caro. Die Villa Caro wurde in den zwischen 1882 und 1885 für Oskar Caro erbaut und ist heute der Hauptsitz des Museums in Gliwice. Eine weitere Sehenswürdigkeit in der Innenstadt ist das Palmenhaus im Chopin-Park. Das Palmenhaus beherbergt auf 2000 Quadratmetern 5600 verschiedene Pflanzen. Das erste Palmenhaus entstand schon 1880. Im Jahr 1924 wurde an gleicher Stelle ein Neubau errichtet, der um 2000 zum heutigen Haus umgebaut wurde. Seit 1930 ist das Palmenhaus öffentlich zugänglich.
Zwischen dem Gleiwitzer Ring in der Altstadt und dem Hauptbahnhof verläuft die Zwycięstwa-Straße, eine 840 Meter lange Einkaufsstraße. Sie wurde 1908 zur befestigten Straße ausgebaut und erhielt den Namen „Wilhelmstraße“. Nach und nach entwickelte sie sich zur heutigen Einkaufsstraße. Der heutige Name Zwycięstwa-Straße bedeutet auf Deutsch Siegesstraße. An der Straße befinden sich die Stadtverwaltung, viele Geschäfte und mehrere Hotels. Die Straße ist umgeben von gründerzeitlichen Häusern mit Ecktürmen, darunter der Schlesische Hof, aber auch von modernen Häusern aus den 20er und 30er Jahren wie z. B. das Seidenhaus Weichmann.
Eine ingenieurtechnische und historisch bedeutende Sehenswürdigkeit ist der Sendeturm Gleiwitz. Er ist der einzige noch vorhandene Sendeturm in Holzbauweise, der mit einer Höhe von 118 Metern die höchste Holzkonstruktion der Welt sein dürfte. Bekannt wurde der Sender durch den inszenierten Überfall auf den Sender Gleiwitz im Jahr 1939.
Die ehemalige Gaststätte „Feldschlößchen“ im Stadtteil Petersdorf (heute Szobiszowice) in der Johannisstraße (heute ul. Swietojanska) 35, in der sich bereits um 1865 eine Schule befand, bevor um 1880 ein Restaurant eröffnet wurde, das bis 1945 durchgängig betrieben wurde (von 1929 bis 1945 von Johann Herzog).
Die Schweizerei war ebenso wie das Seufzerwäldchen ein ehemaliger Ausflugsort in Gleiwitz.

#### Kirchen

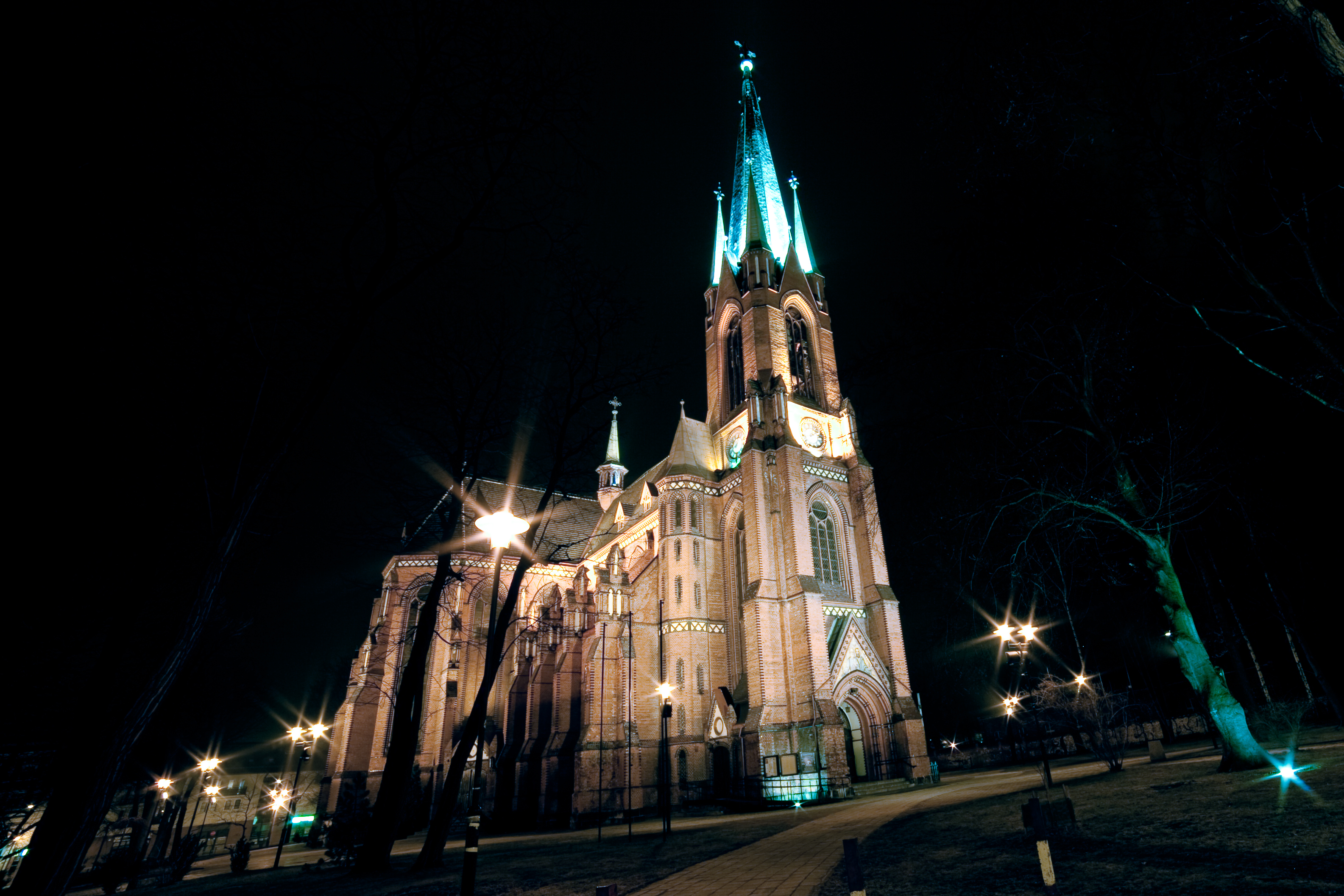
Peter-Paul-Kathedrale bei Nacht

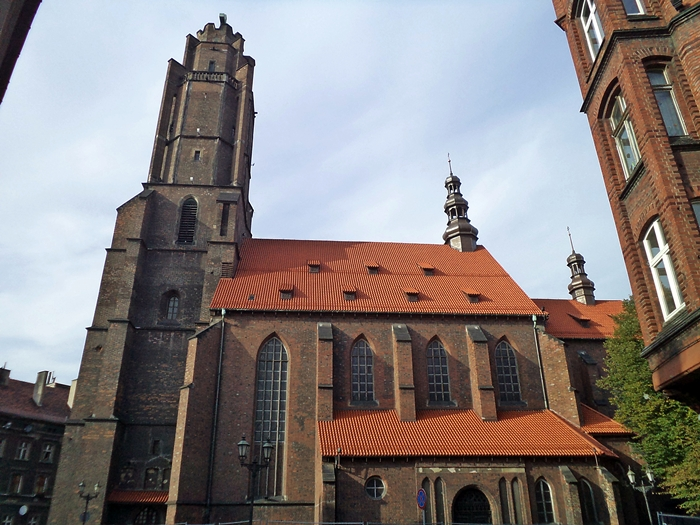
Allerheiligenkirche

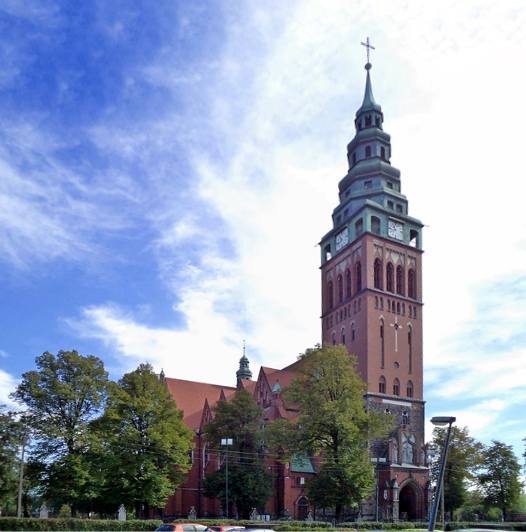
Bartholomäuskirche

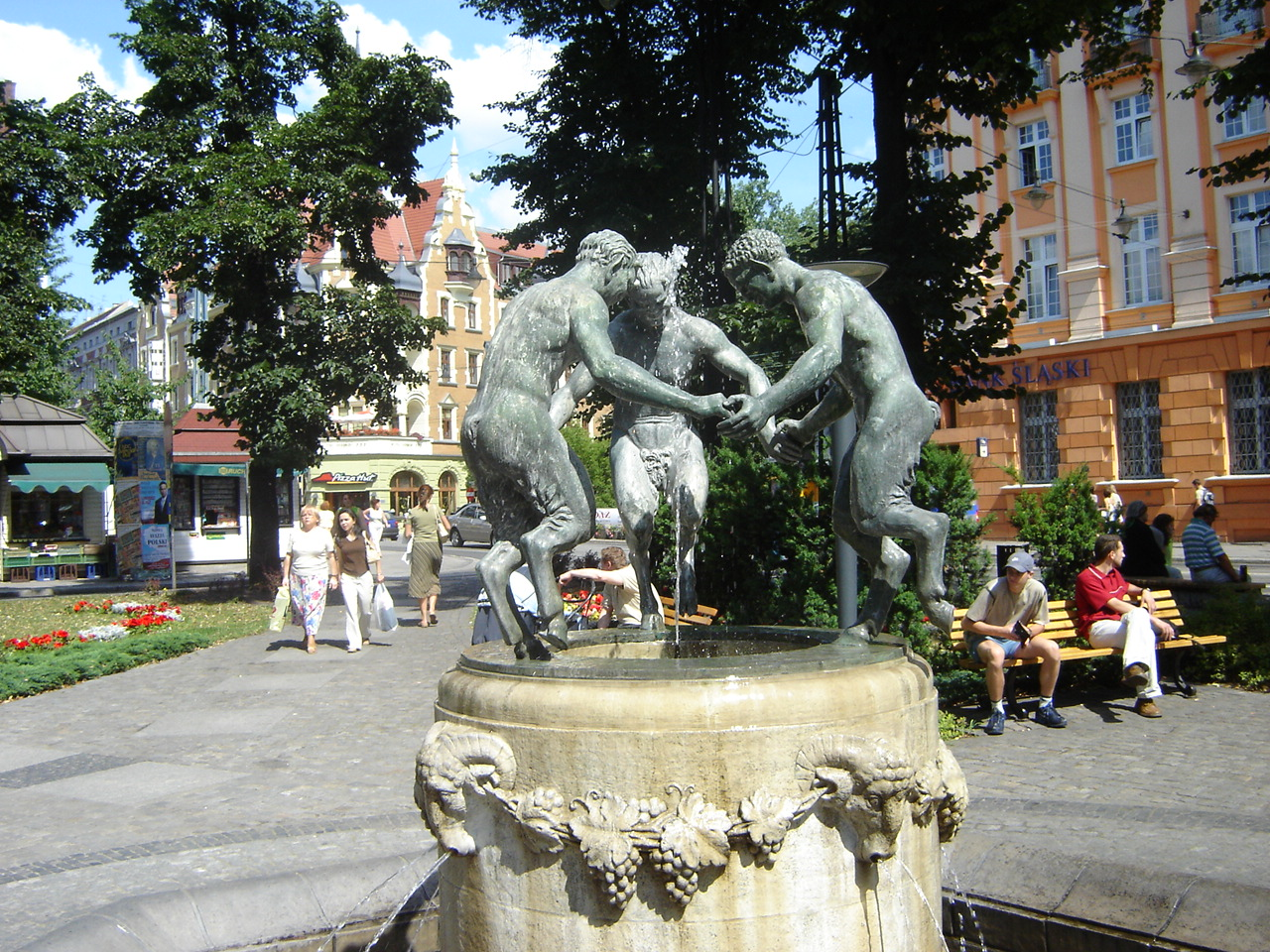
Brunnen mit tanzenden Faunen

In Gliwice gibt es 25 katholische Kirchen und sieben Kirchen anderen Glaubens. Die bedeutendsten sind die zwischen 1896 und 1900 errichtete neugotische Peter-Paul-Kirche im Stadtzentrum, die gotische Allerheiligenkirche aus dem 13. Jahrhundert, die nach einem Brand ab 1929 restauriert wurde. Auf dem 62 Meter hohen Turm mit weit sichtbarem Kreuz wurde 2004 eine Aussichtsplattform eröffnet. An die gotische Bartholomäuskirche aus dem 13. Jahrhundert wurde Im 15. Jahrhundert der kleine Turm gebaut. Ihre Mauern bestehen aus großen Steinen. Für ihre im Laufe der Jahre angewachsene Gemeinde wurde 1907 bis 1911 in der Nähe die neue neugotische Bartholomäuskirche errichtet. Die zwischen 1856 und 1859 errichtete St. Barbara-Kirche im Stadtzentrum in der Nähe der Zwycięstwa-Straße besitzt einen 44 Meter hohen Turm.
Weitere bedeutende Kirchengebäude sind die Mariä-Himmelfahrt-Kirche, eine besonders große versetzte Schrotholzkirche (vermutlich Ende des 15. Jahrhunderts erbaut), die Trinitatiskirche, die Kirche zum heiligen Kreuz und die Christus-König-Kirche.

#### Sonstige Bauwerke
- Jüdisches Gemeindehaus (Gliwice)
- Wasserturm (Gliwice)
- Teatr X

### Standbilder
Zu den bekanntesten Standbildern zählen der Brunnen mit tanzenden Faunen, der Neptunbrunnen, der Wachende Löwe und der Brunnen mit Knabe mit Schwan.

## Kultur und Freizeit

Ehemaliger Coseler- oder Simultanfriedhof, heute ein Park

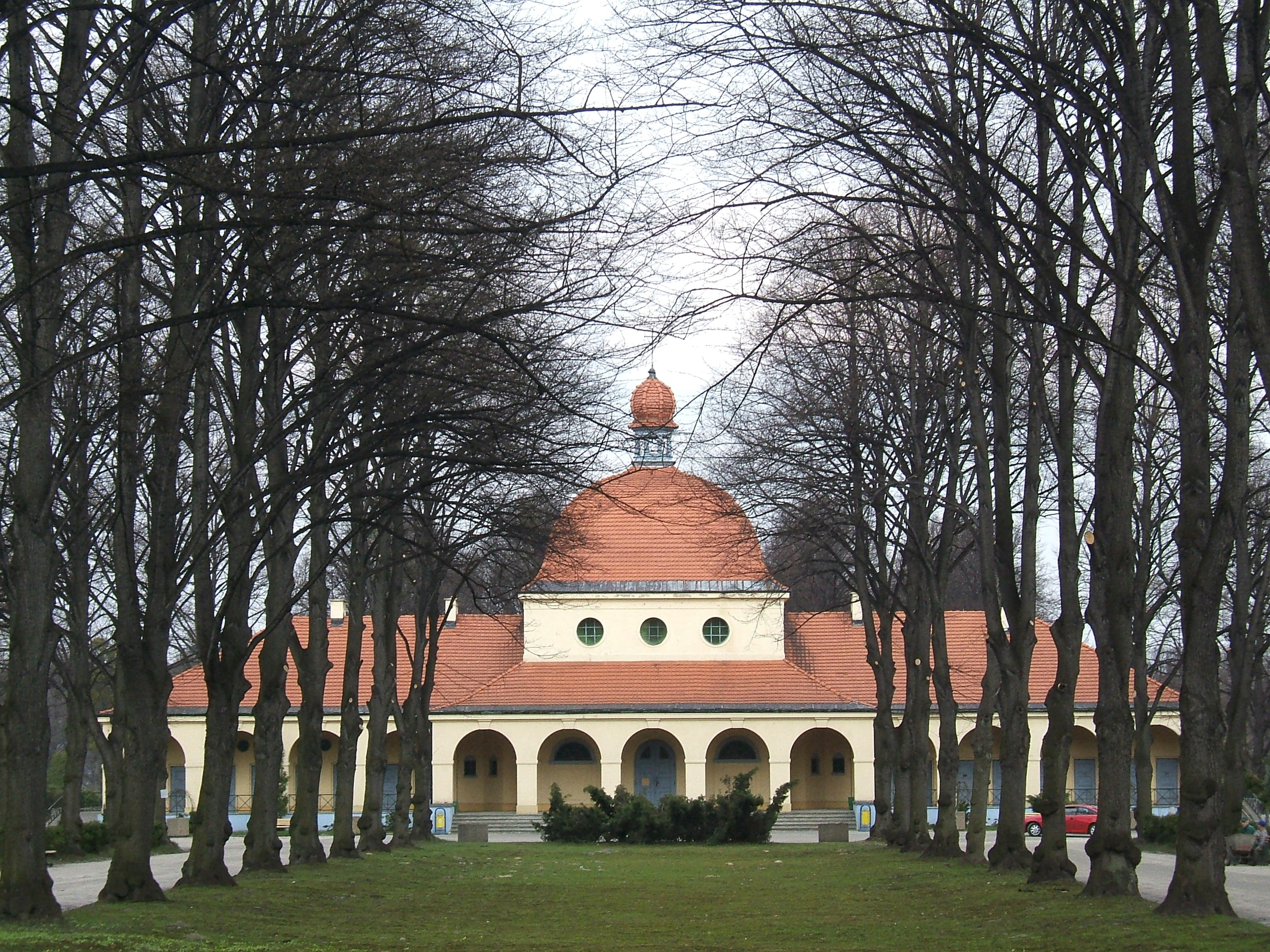
Zentralfriedhof

### Theater
In Gliwice gibt es heute drei Theater. Das Gliwicki Teatr Muzyczny (Gleiwitzer Musiktheater), das Teatr A und das Teatr Nowej Sztuki (Theater der Neuen Künste).
Das Gliwicki Teatr Muzyczny besteht seit dem Jahr 1952. Im Jahre 2001 wurde das Theater nach einer Renovierung wiedereröffnet. Das Teatr A besteht seit 1996. Hier werden überwiegend Theaterstücke mit religiösem Hintergrund aufgeführt. Das Teatr Nowej Sztuki besteht seit Dezember 2002 und gehört zu den kleineren Theatern in der Woiwodschaft Kattowitz.
Derzeit gibt es einige Initiativen, die das 1945 abgebrannte Stadttheater Gleiwitz wieder aufbauen wollen.

### Kinos
In der Stadt gibt es zwei Kinos. Das kleinere Kino Amok befindet sich im Gebäude der Stadtverwaltung. Das größte Kino in Gliwice ist mit 13 Kinosälen das neue Kino Cinema City im neuen Einkaufszentrum Forum Gliwice.

### Museen
- Museum in Gliwice
- Begräbnishalle in Gliwice
- Museum für Sanitärtechnik

### Parks
Zu den größten Parkanlagen in Gleiwitz zählen der Frédéric-Chopin-Park und der Bolesław-Chrobry-Park im Stadtzentrum. Im Chopin-Park befindet sich das Palmenhaus. Eine weitere Parkanlage ist der Plac Grunwaldzki; dazu kommen mehrere kleine Grünanlagen, darunter die platzartigen Grünanlagen „Dessau“, „Valenciennes“, „Doncaster“, „Theodor Kalide“ und die Grünanlage vor der Stadtverwaltung. Im Norden von Gliwice erstreckt sich der Las Łabędzki, ein großer Wald, den vor allem Reiter als Ausflugsziel benutzen. Im Nordosten der Stadt liegt der Stadtwald.

### Sport

#### Geschichte
Der erfolgreichste Gleiwitzer Verein war die 1926 gegründete SVgg Vorwärts-Rasensport. Sie spielte in der obersten deutschen Fußballliga, der Gauliga Schlesien, bzw. ab 1941 in der Gauliga Oberschlesien und nahm siebenmal an der Endrunde um die deutsche Meisterschaft teil. Daneben existierten in Gleiwitz noch folgende Fußballvereine: der VfB 1910, der Reichsbahn-SV Gleiwitz, der TV Vorwärts, der MTV 1887, der VfR 1919, die Vgt. Gleiwitzer Sportfreunde, der SC Vorwärts 1917, der SC Schlesien 1922, der SC Germania Sosnitza, der SuSV Gleiwitz-Nord, der BV Laband, der FC Askania Peiskretscham, der SV 1910 Zernik, die SpVgg 1921 Gleiwitz-Nord, der ESV, der SV 1924 Laband, die SVgg Oberhütten, die SVgg Freiwillige Feuerwehr, der Post SV, der Reichsbahn-SV Peiskretscham, der SV Hultschiner, die SVgg Oberschlesier, die SVgg Debewa, die Gleiwitzer SG 1931 und die SVgg Defaka.

#### Gegenwart
Der 1945 gegründete Fußballverein Piast Gliwice spielte zweimal im Finale um den Polnischen Fußballpokal, ging aber aus beiden Partien als Verlierer vom Platz. Im Juni 2008 gelang der Mannschaft erstmals der Aufstieg in die höchste polnische Spielklasse, die Ekstraklasa. 2019 wurde der Verein erstmals polnischer Fußballmeister. Piast Gliwice betreibt weiter Abteilungen für Fechten, Bridge, Tennis und Leichtathletik. Die KKS Kolejarz betreibt Feldhockey, Fußball und Tischtennis; Sośnica Gliwice: Fußball und Damenhandball; GAF Gliwice: Futsal; NBiT Gliwice: Futsal; Piąteczki Gliwice: Frauen-Futsal; Piast Gliwice: Futsal; AZS Politechnika Śląska Gliwice: Herrenvolleyball; AZS Politechnika Śląska Gliwice: Judo; AZS Politechnika Śląska Gliwice: Aikidō; AZS Politechnika Śląska Gliwice; Iaidō; KŚ AZS Politechnika Śląska Damenvolleyball und Fechten; Interschool Ski Club MKN Gliwice: Ski Alpin; Sikret Gliwice: Volleyball, Schwimmen und Wintersport; Gliwice Kyokushin Karate Club: Kyokushin Kaikan; Gliwice Shooting Club: Sport- und Freizeitschießen.

#### Sportstätten
Die Arena Gliwice (auch Hala Widowiskowo-Sportowa Gliwice; deutsch Sport- und Unterhaltungshalle Gleiwitz) ist eine Mehrzweckhalle sie bietet maximal 17.178 Zuschauern (10.178 Sitz- und 7.000 Stehplätze) Platz. Angeschlossen ist die Mała Arena (deutsch Kleine Arena), die für kleinere Veranstaltungen genutzt werden kann und 3.360 Plätze bietet.
Im Stadtzentrum gibt es keine Freibäder. Die drei Freibäder (Kąpielisko Leśne, Kąpielisko Neptun und Kąpielisko Czechowice) befinden sich in den Vororten von Gliwice und sind im Sommer gut besucht. In Gliwice gibt es zudem fünf Schwimmhallen.

## Wirtschaft und Infrastruktur

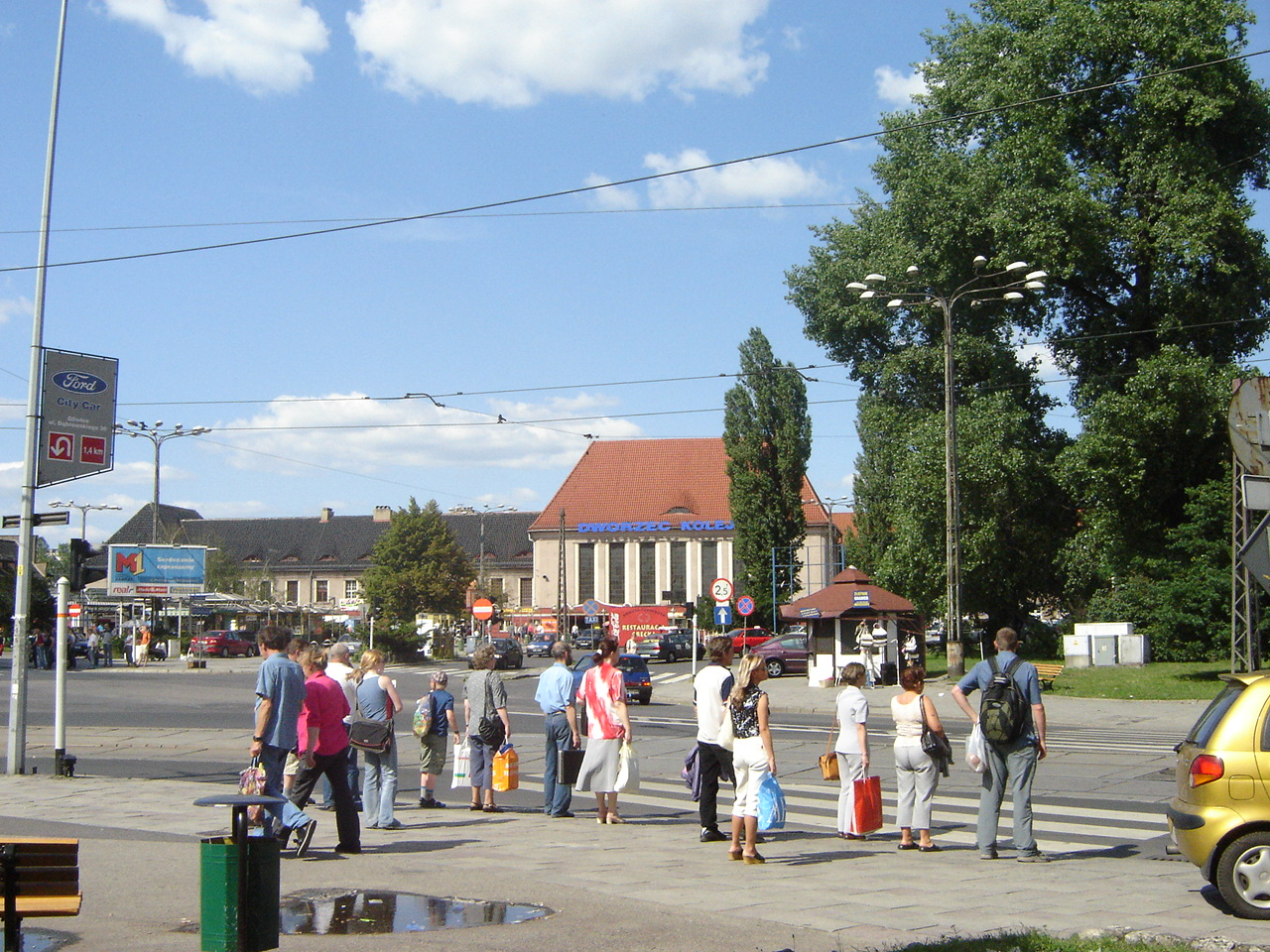
Der Hauptbahnhof

### Verkehr

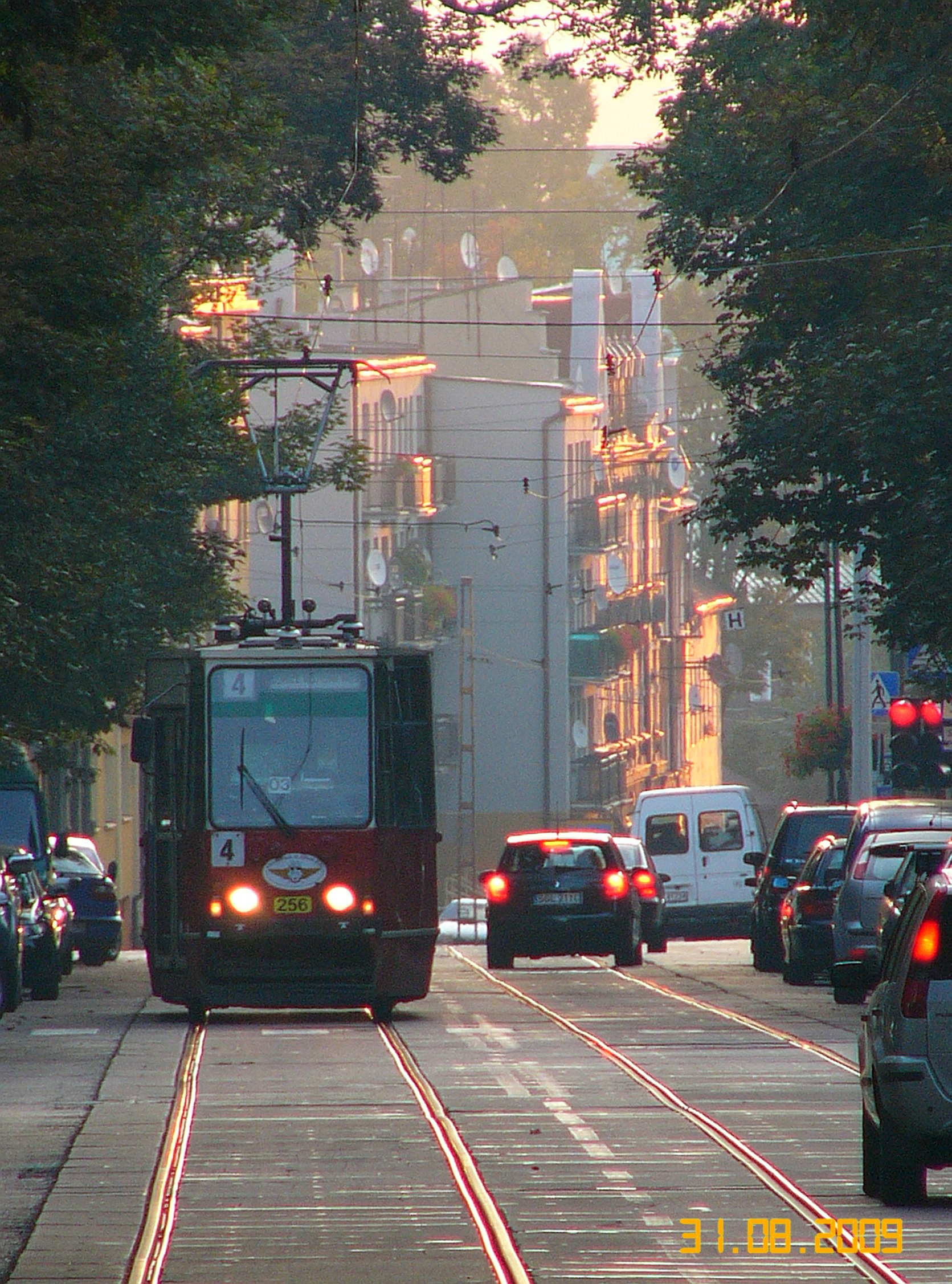
Nach 117 Jahren ging die Geschichte der Gleiwitzer Straßenbahnen zu Ende. Seit September 2009 fahren entlang der ehemaligen Linie 4 Busse mit der Linienbezeichnung A4

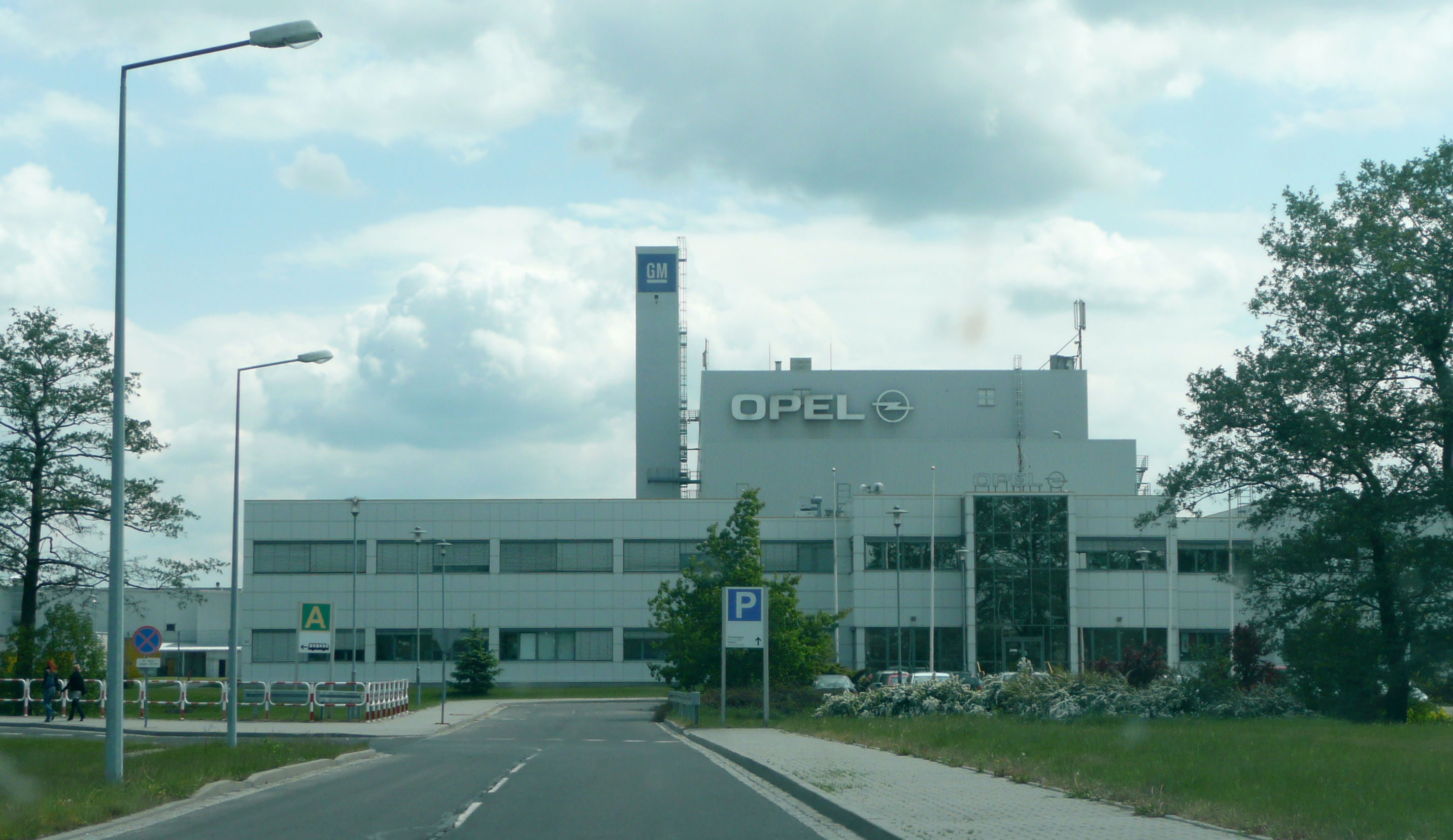
GM Opel in der Sonderwirtschaftszone Gliwice

Gliwice ist für den Straßenverkehr sowie für den Eisenbahn- und Schiffsverkehr ein wichtiger Verkehrsknotenpunkt.
Die Landesstraßen (droga krajowa) 78 und 88 verlaufen über Gliwice; die Landesstraße 44 nach Krakau sowie zwei Woiwodschaftsstraßen (droga wojewódzka) 408 nach Kędzierzyn-Koźle und 901 nach Olesno beginnen hier.
Durch Gliwice verlaufen in nord-südlicher Richtung die Autobahn A4, in ostwestlicher Richtung die Autobahn A1 sowie als Ergänzung innerstädtisch die Schnellverkehrsstraße Drogowa Trasa Średnicowa.
Der ÖPNV in Gliwice wird von ca. 45 Stadtbuslinien sowie vier PKS-Buslinien angeboten. Bis zum 1. September 2009 gab es eine Straßenbahnverbindung der Oberschlesischen Straßenbahn mit Ruda Śląska. Seitdem enden die Bahnen der Linien 1, 3, 4, 5, 11, 17 und 30 an der Stadtgrenze an der Haltestelle Gliwice Zajezdnia.
Der Bahnhof Gliwice ist einer der größten Bahnhöfe im Oberschlesischen Industriegebiet. Neben diesem hat Gliwice zwei weitere Bahnhöfe in den Stadtteilen Łabędy und Sośnica sowie einen Güterbahnhof.
Vom 25. März 1899 bis zum Jahr 1993 war Gleiwitz durch die Oberschlesische Schmalspurbahn mit Ratibor verbunden. Die Spurweite betrug 785 mm. 2013 existierte davon noch ein Museumsbahnbetrieb.
Durch Gliwice fließt der Fluss Kłodnica (Klodnitz) und der Kanal Gliwice (Gleiwitzer Kanal). Der Gleiwitzer Kanal mündet in die Oder und fängt in Gliwice in einem Hafen an. Gliwice war daher ein wichtiger Standort für die Schifffahrt. Kohle aus dem Oberschlesischen Industriegebiet wurde zumeist von Gliwice aus in Richtung Westen verschifft. Der Massenguttransport ist auf der Oder aber seit Jahren rückläufig und gegenwärtig kein wesentlicher Faktor mehr.
Der nächstgelegene Flughafen ist der Flughafen Katowice. Er liegt 34 Kilometer nordöstlich der Stadt. Ein weiterer internationaler Flughafen ist der von Krakau-Balice. Der Flugplatz Opole-Kamień Śląski hat keine Relevanz. Gliwice selbst hat einen traditionsreichen alten Flugplatz im Stadtteil Trynek (Trinneck), der vom örtlichen Luftsportclub sowie für den Einsatz des Rettungshubschraubers genutzt wird.

### Ansässige Unternehmen
In Gliwice gibt es drei große Sonderwirtschaftszonen. Die größte Fläche befindet sich bei Gliwice-Brzezinka, in der sich auch das Automobilwerk von PSA niedergelassen hat. Seit Herbst 2015 produziert das Werk (jetzt unter dem Namen Stellantis) die neueste Opel Kadett/Astra Generation, was das wichtigste Volumenmodell der Marke darstellt.
Weitere Unternehmen in Gliwice sind der spanische Produzent von Badkeramik Roca der japanische Produzent von Filtern, Katalysatoren und Sensoren für Autos NGK Ceramics, die Zakłady Mechanicze Bumar Łabędy, die PT-91-Panzer und Baumaschinen herstellt, das Steinkohlebergwerk Sośnica und der größte polnische Hersteller und Vertreiber chemischer Reagenzien, Avantor Performance Materials Poland (ehemals Polskie Reagents Chemiczne).
Eine weitere Sonderwirtschaftszone befindet sich bei Trynek. Die kleinste Sonderwirtschaftszone befindet sich in Gliwice-Łabędy auf einem ehemaligen Bergwerksgelände.

### Handel und Einkaufsmöglichkeiten

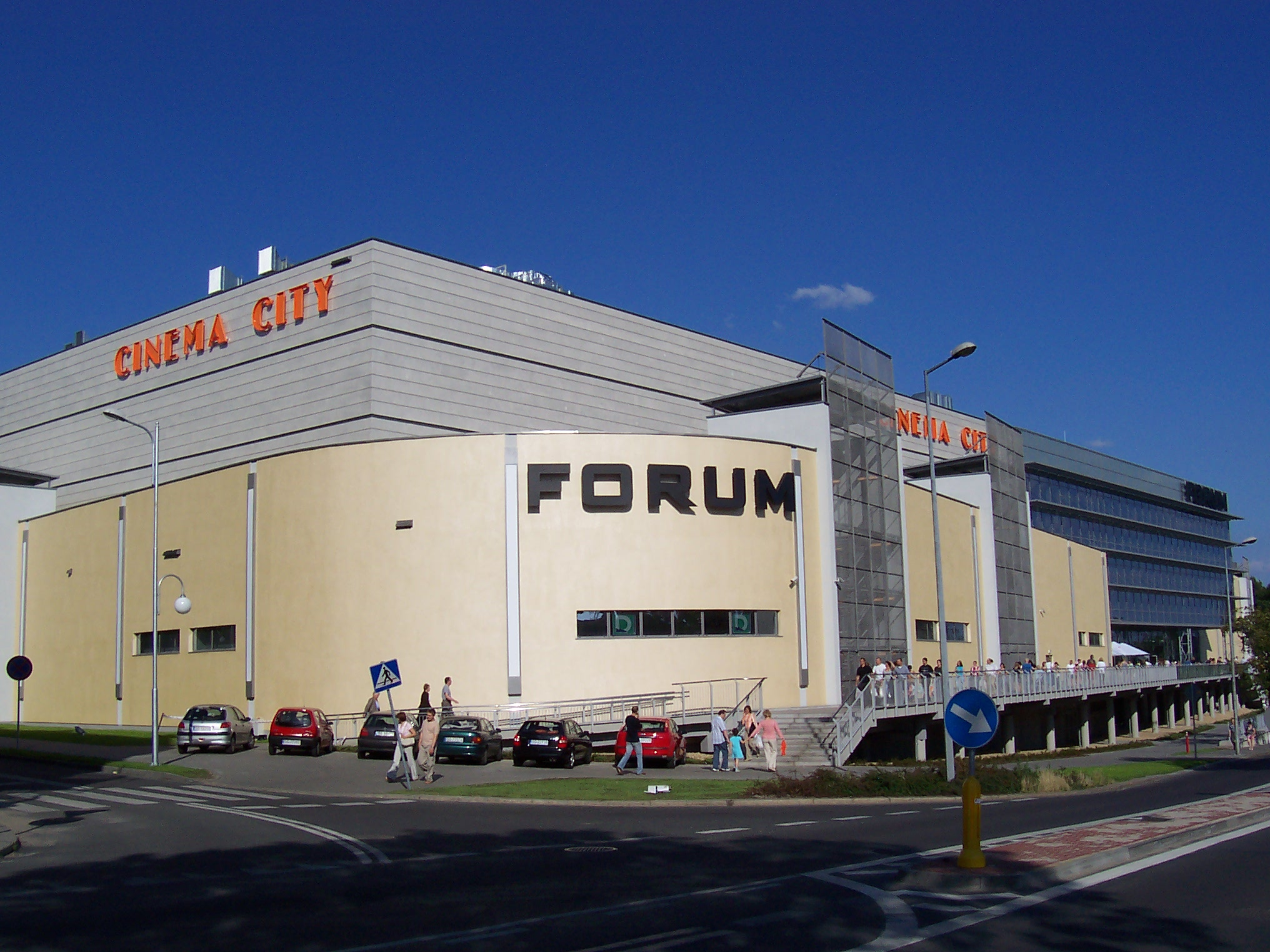
Einkaufszentrum Forum Gliwice

Neben zahlreichen Geschäften im Stadtzentrum und an der Zwycięstwa-Straße gibt es Großmärkte außerhalb der Innenstadt. Außerhalb des Stadtzentrums befindet sich der Hypermarkt Tesco. In Gliwice gibt es noch zwei Einkaufszentren, das Forum Gliwice und das Einkaufszentrum Arena Gliwice.

### Medien
Gliwice ist Sitz eines Regionalstudios von Polskie Radio Katowice und eines Studios von Radio Plus und CCM Radio. Regelmäßig in Gliwice erscheinende Zeitungen sind die Nowiny Gliwickie und der Dziennik Zachodni.

### Öffentliche Einrichtungen, Bildung und Kultur, Projekte
- Woiwodschaftliches Verwaltungsgericht
- Schlesische Technische Universität[22]
- Schlesisches Heimatmuseum[23]
- Nowe Gliwice

## Personen aus Gleiwitz oder mit der Stadt Verbundene
Bekannte, in Gliwice geborene Persönlichkeiten sind unter anderem der Bergbauingenieur und Zoologe Wilhelm von Blandowski, der Physiker Eugen Goldstein, der Komponist, Dirigent und Musikpädagoge Richard Wetz, der Neurologe und Psychiater sowie Epileptologe Alfred Hauptmann, die Gewerkschafterin, Frauenrechtlerin und politische Rednerin Agnes Wabnitz, der Künstler Franz Pauli, der Literat, Schriftsteller und Lyriker Olav Münzberg, der Schriftsteller Wolfgang Bittner, der Schauspieler Hansi Kraus sowie die Fußballspieler Adam Matuschyk, Sebastian Boenisch und Lukas Podolski.

## Ehrenbürger
Unvollständige Liste
Fünf Angehörige der jüdischen Gemeinde erhielten die Ehrenbürgerwürde:
- Simon Freund (1823–1896), Sanitätsrat (1892)
- Eugen Lustig (1856–1929), Justizrat (1917)
- Josef Kleczewski, Besitzer einer Papierfabrik (1919)
- Arthur Kochmann (1864–1944), Justizrat, in Auschwitz umgebracht (1928)
- Victor Perez (1911–1945), Boxer (auf dem Todesmarsch nach der Auflösung des Konzentrationslagers Auschwitz erschossen)